# Avilés
Avilés es una villa española, capital del concejo del mismo nombre, ubicada en Asturias, al norte de España, junto a la ría de Avilés. El municipio es uno de los veinte agrupados que forman el área metropolitana central de Asturias. Cuenta con una población de 75 351 habitantes (INE 2024).
Existen pruebas de asentamientos humanos desde la prehistoria, aunque es destacable que en la ciudad no se originó una población permanente hasta después de la época romana. En el siglo X con la obtención del fuero a manos del rey Alfonso VI de Castilla, la urbe consigue una serie de privilegios al serle designado el realengo, entre los que está el poder celebrar ferias y un mercado semanal. Durante la Edad Moderna se vivió un momento de esplendor con la llegada de numerosa nobleza que buscaba construir sus solares en la villa y el auge de la burguesía, pero a partir de entonces se inició un largo período de decadencia que únicamente sería salvado con el comercio de bienes con América y la posterior llegada del ferrocarril y muy especialmente de su intensiva industrialización, eminentemente siderúrgica, a mediados del siglo XX.
Su casco urbano conserva un conjunto histórico artístico compuesto por varios palacios, casas nobles, iglesias, plazas, calles y grandes parques, junto con un patrimonio cultural en el que destacan especialmente el Museo de la Historia Urbana y el Centro Niemeyer. De los diversos acontecimientos que cada año se celebran en la ciudad son dignos de mención su carnaval, la Fiesta del Bollo, el Festival Interceltico de Avilés, las Jornadas Internacionales del cómic y el Celsius 232.
Avilés se encuentra a solo 25 km de Gijón, a 27 km de la capital del Principado, Oviedo y a 15 km del Aeropuerto de Asturias. Además está comunicada a través de la autovía del Cantábrico (A8), los ferrocarriles de cercanías de Renfe y Feve y estación de autobuses, en el mismo intercambiador, siendo además el principal puerto pesquero de Asturias y uno de los dos de Puertos del Estado en el Principado (junto al de Gijón). Asimismo, se trata de la ciudad más septentrional de España, situada a una latitud de 43°33′22″N.

## Toponimia
Según la hipótesis más aceptada, el término Avilés procede probablemente del antropónimo romano Abilius con desinencia esse en lugar de us ya que en algunos escritos medievales conservados hay referencias hacia la villa siendo denominada Abilles y Abilies. Este sufijo latino está presente en otros lugares de la geografía asturiana como Urbiés o Pendillés que procede de Pendilius. Atestiguan la presencia de romanos las denominaciones de otras poblaciones cercanas, como Laviana procedente de Flavius, o Llaranes que deriva a su vez de Larius y Leranes. Además, existen algunos restos arqueológicos dispersos, como monedas encontradas en el estuario de la ría, una estela antropomórfica encontrada en Molleda y diversos enseres que avalan la mencionada presencia de este pueblo en lo que no debía pasar de una pequeña villa en el centro del territorio de los astures.
Otra corriente de ideas acerca del origen de su nombre menciona que este topónimo provendría de Ab Illas, cuya traducción al castellano actual sería 'hacia Illas' o más bien 'de camino a Illas'. Estas palabras se corromperían con el paso del tiempo, una vez que se fue perdiendo el latín para dar paso al romance asturiano, dando finalmente como resultado Abilles y posteriormente la palabra Avilés. Por este motivo muchos estudiosos de la lengua asturiana consideran que el término correcto para denominar la localidad en dicho idioma sería Aviyés.

## Historia

### Prehistoria y Edad Antigua
Aunque un poco difuso, el inicio de los asentamientos humanos continuados en la zona se puede fijar hace, aproximadamente, cien mil años, gracias a diversas herramientas líticas localizadas en yacimientos cercanos a la antigua línea de costa de la villa. Se conserva un hacha, denominada de Trelles, perteneciente al Paleolítico inferior y la cultura achelense, que se une a otros elementos localizados en La Rocica y Llaranes, como tres hachas pulimentadas y una lasca levallois. Además, también se localizaron durante unas excavaciones emprendidas en el centro de la ciudad una serie de más de diecinueve útiles prehistóricos bien conservados. En el entorno de la ciudad está documentada la presencia de algunos castros.
Hay cierta controversia acerca del origen de Avilés, ya que algunas teorías apuntan a que proviene de un campamento romano transformado posteriormente en asentamiento y cuyo máximo mando tenía como nombre Abilius. Algo que concuerda también con el posible origen de una de sus parroquias más antiguas, la de Llaranes, que parece derivar del antropónimo Larius. Esta hipótesis también es aceptada dado que se han encontrado diversos materiales de esa época, sirviendo como ejemplo un capitel corintio de mármol y grandes dimensiones, de origen desconocido y reutilizado como pila bautismal en la iglesia de San Nicolás de Bari, así como la variedad de monedas romanas encontradas en la ría, en Llaranes y en otros puntos de la ciudad.

### Edad Media y Edad Moderna
Su historia empieza a documentarse en torno al siglo X, cuando se nos habla de una villa situada al fondo de la ría y protegida por el castillo de Gauzón, construido por Alfonso III el Magno para la defensa del puerto y de la ciudad. Los restos del castillo, ubicado en el Peñón de Raíces (Castrillón), se encuentran en estudio a través de varias excavaciones arqueológicas que se realizan de manera anual. En este espacio defensivo se recubrió de oro y piedras preciosas la Cruz de la Victoria que, según la tradición, portó el Rey Pelayo, según consta en las inscripciones de su reverso.
Su situación marcó su destino tanto por ser el puerto de Asturias, a menos de una jornada de camino fácil, como por su ría que divide a la ciudad en dos, tanto geográfica como económicamente. De esta forma Sabugo adquiere gran potencia por la pesca, mientras que el comercio adquirió un gran impulso en la villa. La ganadería y la agricultura fue una fuente esencial de ingresos en los arrabales periféricos.
En 1085 Alfonso VI de León otorgó un fuero a Avilés. El fuero de Avilés le da categoría de Villa de Realengo y a lo largo de la Edad Media apoyará siempre a la corona, a quien paga impuestos. Avilés no fue nunca feudo ni tuvo otro tribunal competente que los reales. El fuero original se conserva en el Archivo Histórico Municipal junto con una copia romanceada, joya histórica, lingüística y jurídica por la que la villa adquiere categoría de realengo, sin sometimiento señorial y con unos privilegios económicos y civiles, guardando una inquebrantable fidelidad a la corona.
En esta época Avilés demostró su valor estratégico en lo económico con el monopolio de la sal, teniendo su almacenamiento y distribución. También hay que destacar su comercio marítimo, que recorría desde el cabotaje cantábrico al comercio con el norte de Europa, Portugal, Francia y la península. El privilegio es repetidamente confirmado por los reyes, además de acrecentado y mandado respetar cuando los intereses señoriales o de las comunidades trataban de imponerse. El primer documento se perdió en fecha incierta y el conservado es una copia de 1289, según confirmación hecha por el rey Alfonso VII el Emperador en 1155. Las fuertes murallas de la villa y su ley ofrecían libertad y seguridad frente al poder de los señores y de la Iglesia. La libertad comercial fue otorgada desde «la mar hasta León», siendo posteriormente ampliada por Fernando IV a todos los reinos de León y Castilla, con excepción de Murcia, Toledo y Sevilla.
El fuero tiene un gran interés lingüístico, armonizando romances tan distintos como el asturiano y el provenzal, fruto de la estrecha relación con los puertos de Francia. A diferencia de los fueros de Estella o Jaca, que están esencialmente en romance provenzal, el fuero de Avilés muestra una cierta integración de la población extranjera en la ciudad. Entre los siglos XII y XVI Avilés vive un momento de esplendor mercantil a través del tráfico portuario; en los cayos se depositaban muchas mercancías destinadas al mercado de Oviedo, lo que dio lugar a querellas entre ambas poblaciones por el reparto de tasas y tributos.
En Avilés se encontraba el alfolí de la sal de Asturias y León, distribuyendo la producción de salinas gallegas, portuguesas, francesas e incluso andaluzas. En 1309 Fernando IV concede al Alfoz de Avilés los concejos de Gozón, Illas, Carreño, Castrillón y Corvera, heredero del Alfoz de Gauzón. La muralla que circundaba la villa fue el condicionante de mayor importancia de la distribución urbanística. De los fuertes muros, demolidos en 1818, solo quedan restos visibles incorporados al palacio de Camposagrado. De época medieval se conserva el Palacio de Valdecarzana o casa de Pedro el Cruel o de la Baragaña, que fue alojamiento y lonja de algún burgués medieval.
En el año 1479 se produce un gran incendio en la villa y los Reyes Católicos conceden varias mercedes a Avilés para ayudar a su recuperación, como la concesión del mercado semanal de los lunes, que sigue celebrándose. En aquella época existían extensas masas forestales en los alrededores, que se empleaban en la construcción de buques para las naves de la Armada Invencible, galeones y galeras para el servicio de los Asturianos. Muchos marinos avilesinos intervienen en hechos de armas notables. Suele decirse que Rui Pérez (aunque investigaciones recientes indican que el nombre correcto es Rui González) capitaneaba uno de los navíos de la escuadra de Ramón de Bonifaz, que con su sierra en la proa cortó el puente de Tablas de Triana que permitió a los cristianos conquistar Sevilla, hecho que se recuerda en el escudo de la villa. Otro marino célebre es Pedro Menéndez de Avilés, primer adelantado de la Florida. Por este motivo la ciudad es conocida también como La Villa del Adelantado de la Florida o, simplemente, Villa del Adelantado.
Con la Edad Moderna el puerto de Avilés empezó a caer en una crisis mercantil, pero otros sectores tomaron su relevo, como fue sobre todo el sector agrícola que tuvo grandes mejoras en los cultivos tradicionales y también destacar la entrada del maíz. En aquella época de frecuentes enfrentamientos con ingleses y franceses, el castillo de San Juan de Nieva fue atacado repetidas veces por corsarios de estas nacionalidades. Personalidades como Bances Candamo y Carreño Miranda destacan en el panorama cultural de la época.

### Edad Contemporánea
En mayo de 1809 avanzó sobre Avilés la brigada napoleónica de Marcognet, a la que trataron de detener los mal armados vecinos, siendo derrotados en Valliniello. Se produjo una carga por el puente de San Sebastián en la que murieron doscientos hombres. Los franceses ocuparon el Palacio de Camposagrado, organizándose la resistencia mediante celadas en las calles contra soldados aislados o en pequeño número. Tan eficaz fue esta estrategia que el general Kellerman mandó una orden a las autoridades locales haciéndoles responsables de las vidas de sus soldados.
En las guerras carlistas algunas partidas pasaron por la villa, como la del general Sanz. En el siglo XIX se construye la dársena de San Juan de Nieva, nuevas industrias como la fundición de Arnao y telares. De igual manera, se trae el telégrafo y el ferrocarril, y se deseca la ría en la zona donde se ubica actualmente el parque del Muelle, uniendo el núcleo marinero de Sabugo y la villa amurallada. La industrialización se inicia en el siglo XIX con el asentamiento, entre otras, de la Real Compañía Asturiana de Minas en el vecino municipio de Castrillón, cuyos productos son comercializados por el puerto de Avilés que, a pesar de su nombre ocupa también terrenos castrillonenses. Destacó también la implantación en el siglo XVIII del Martinete del Castañedo de Zaldúa, en Llaranes, y la Azucarera de Villalegre, que entró en funcionamiento a finales del siglo XIX.

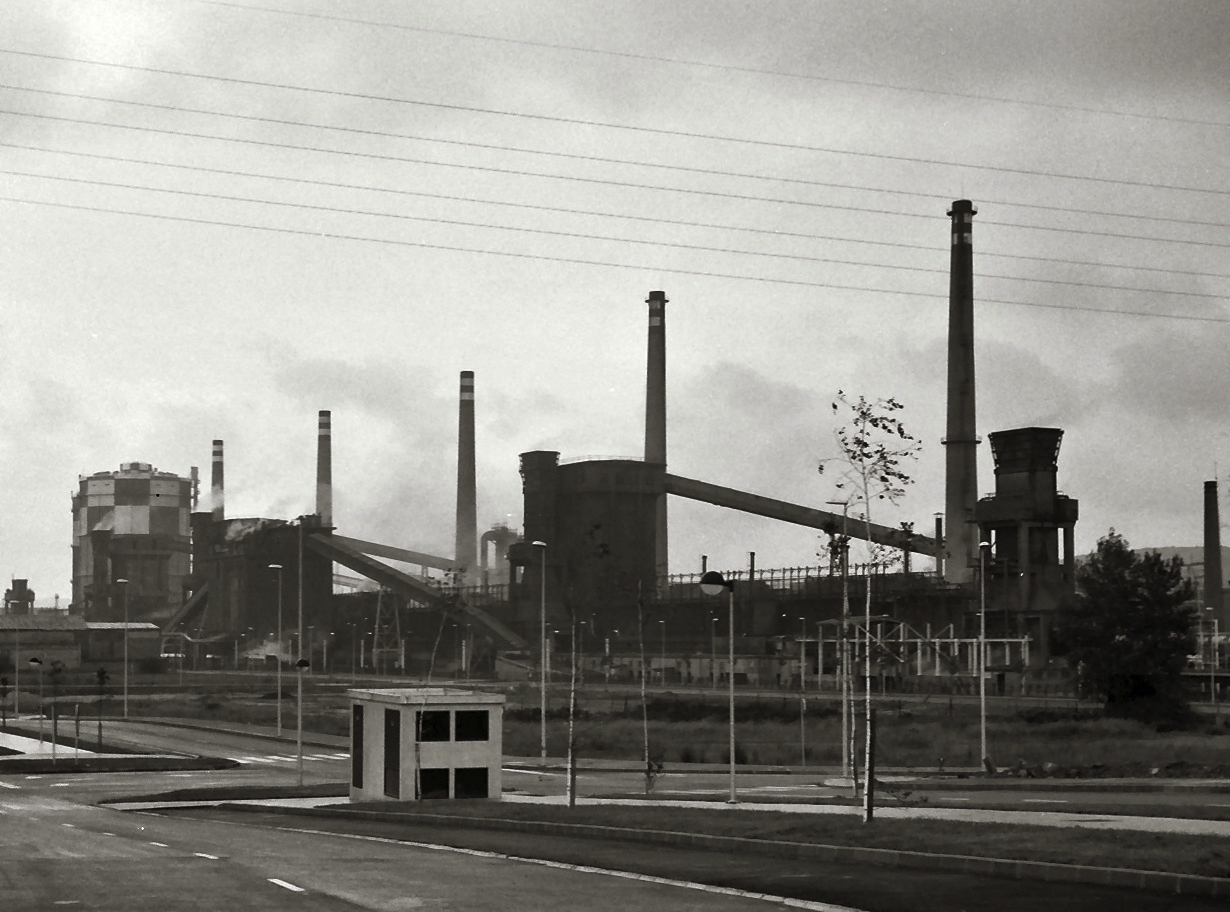
Baterías de coque de Avilés

En 1891 se instala el alumbrado eléctrico, siendo la por aquel entonces la villa burguesa uno de los primeros lugares de España en disponer de este servicio. En 1893 el doctor Claudio Luanco creó la fiesta del Bollo, que sigue celebrándose con gran arraigo popular. El siglo XX marca el despegue industrial de Avilés, con sucesivas ampliaciones del puerto, que favoreció a su vez el desarrollo de una considerable industria conservera. Acontecimientos como la Revolución de 1934 y la Guerra Civil dejaron su rastro en Avilés, conservándose en la comarca varias fosas comunes.

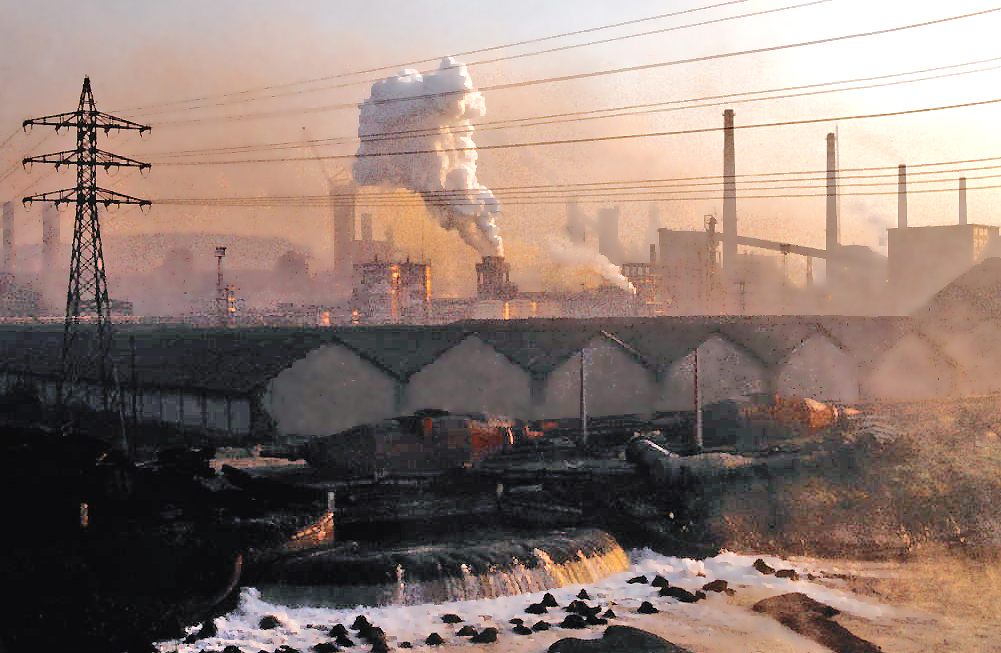
Instalaciones de ENSIDESA a finales de la década de 1970

El complejo industrial de Avilés se consolidó en los años cincuenta con la instalación en ambas márgenes de la ría homónima de grandes plantas productivas promovidas por el Instituto Nacional de Industria (INI), como la siderúrgica ENSIDESA (1950) -que más tarde se llamaría CSI, Aceralia y, actualmente, ArcelorMittal-, o las pertenecientes a Cristalería Española (1952), a la Empresa Nacional de Aluminio (ENDASA) (1958) -posteriormente llamada Inespal y más tarde Alcoa y Alu Ibérica-, a Asturiana de Zinc (1959), o a la reconvertida Real Compañía Asturiana de Minas, en Arnao, absorbida con el tiempo por la anterior y ambas asentadas en Castrillón. A éstas se le añadieron muy pocas más hasta los últimos años de los ochenta, período en el que, a la crisis de las grandes plantas productivas, le sucedió una notable diversificación del sector industrial, aunque no tan amplia como era de esperar.

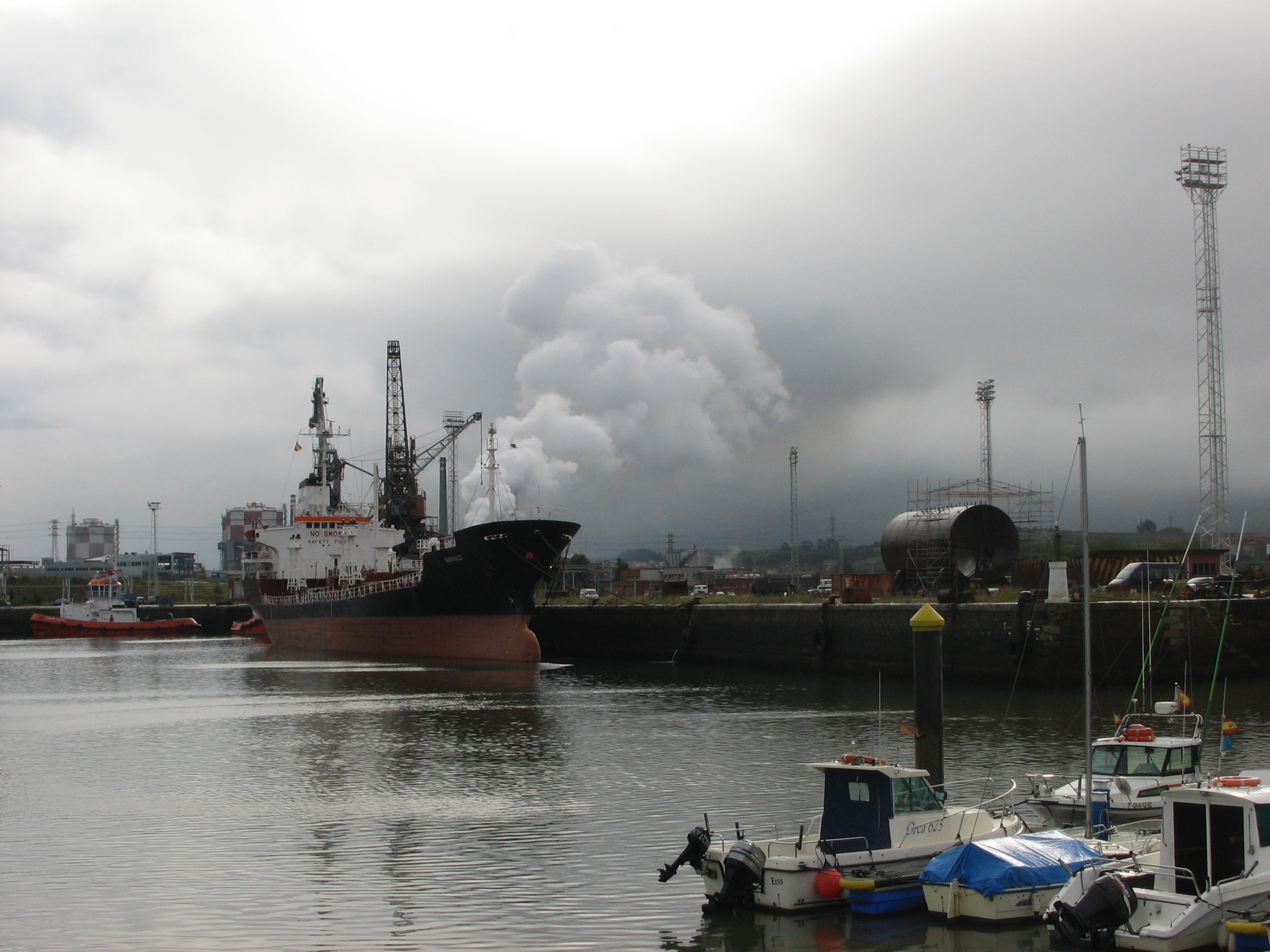
Antiguo muelle de ENSIDESA

Todo este legado industrial de primer orden ha situado a la ciudad de Avilés como una de las capitales de patrimonio industrial a nivel nacional. Las empresas y su obra social destacaron por la calidad de sus construcciones, vinculadas en muchos casos a la arquitectura de Movimiento Moderno. Destacan, por ejemplo, las infraestructuras de ENSIDESA (aunque muchas han sido desmanteladas) y su poblado de Llaranes, las naves de La Balsera, la Curtidora, así como ENDASA, Cristalería Española y, en el vecino concejo de Castrillón, la mina de Arnao y su poblado. En la actualidad, tras un proceso de reconversión industrial, las plantillas de estas fábricas se han reducido en número notablemente. En 1998 cerraron los altos hornos de Avilés, concentrándose este proceso en Gijón.
El futuro de Avilés está ligado a un proyecto de regeneración en la zona de la ría llamado Nueva Centralidad. En diciembre de 2008, el Principado de Asturias, la sociedad estatal INFOINVEST, el Ayuntamiento de Avilés y el Puerto de Avilés constituyen la sociedad Avilés, Isla de la Innovación, con el fin de desarrollar urbanísticamente una extensa área de 575 000 m cuadrados situados en ambas márgenes de la ría de Avilés, originariamente denominada Nueva Centralidad y actualmente conocida como Isla de la Innovación. Por el momento, no se ha llevado a cabo.

#### Centro Niemeyer
El arquitecto brasileño Oscar Niemeyer (creador de la ciudad de Brasilia y uno de los mitos de la arquitectura universal) recibió el Premio Príncipe de Asturias de las Artes en 1989, siendo este el origen de la relación del arquitecto con el Principado de Asturias. Años más tarde donaría un gran proyecto al Principado de Asturias que se convertiría en una de los referentes culturales internacionales, un espacio asociado a la excelencia y dedicado a la educación, la cultura y la paz. Es la única obra de Oscar Niemeyer en España y, según sus propias palabras: la más importante de todas las que ha hecho en Europa. Ésta también fue la razón por la que el centro recibe el nombre de su creador.
El Centro Niemeyer se convirtió en un elemento fundamental para la reconversión de Avilés, dado el aumento del número de turistas que produce el hecho de que por su plaza pasaran grandes personalidades del mundo de la cultura y el espectáculo desde su apertura.

## Geografía

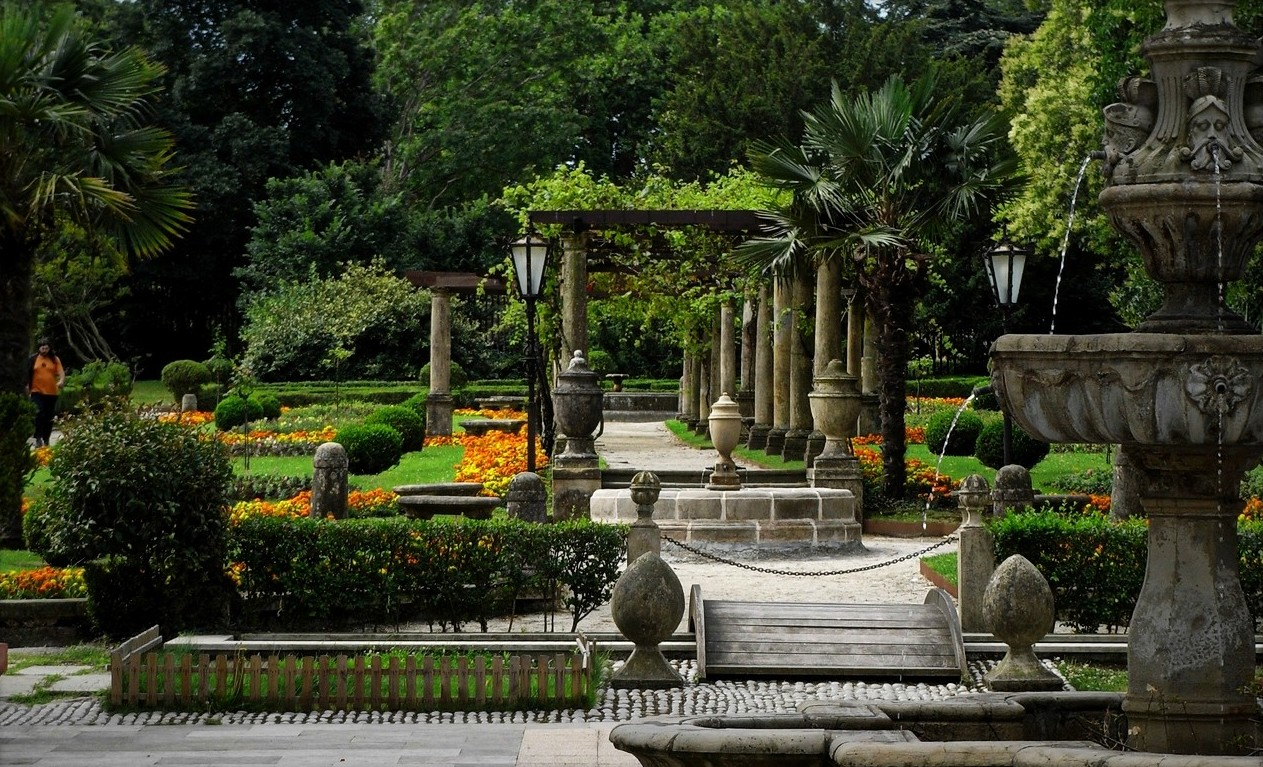
Parque de Ferrera

Avilés es un concejo de 26,81 km² que representa el 0,25 % de extensión del Principado de Asturias, situado en el centro de la costa asturiana y a 26 km de Oviedo. Está limitado por el mar Cantábrico y por los concejos de Gozón al este, Corvera al sur y Castrillón al oeste. Los núcleos de población con más habitantes en el concejo de Avilés son, por este orden: Avilés capital, Miranda, San Cristóbal, Heros, Caliero, La Sablera y Tabiella.

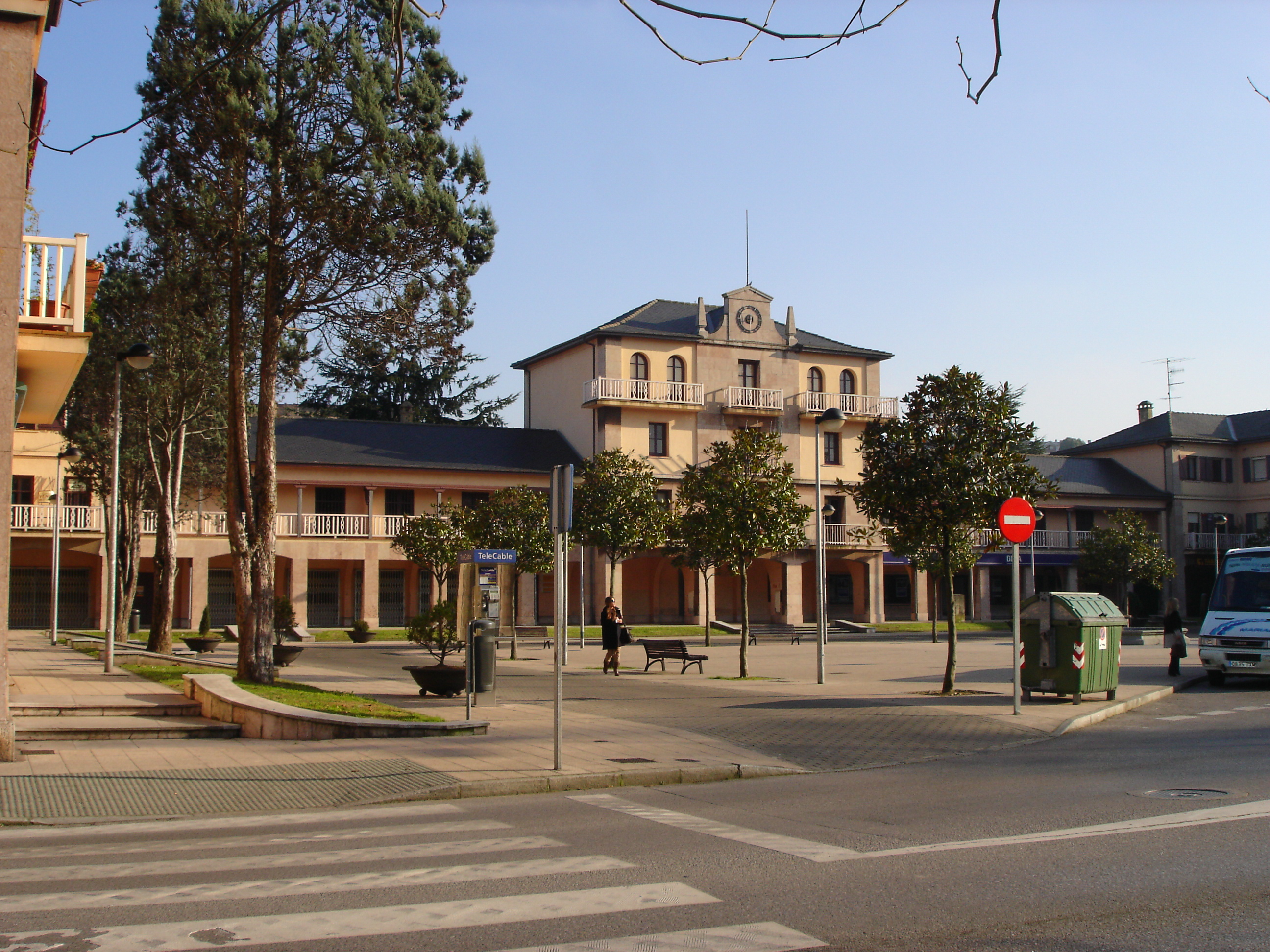
Plaza Mayor de Llaranes

Ortofotomapa de Avilés

Toda su superficie se reparte entre la rasa costera y los montes que lo cierran por el sur, aunque es la ría de Avilés, que está encajada en la rasa, la que continúa al interior del Cabo Peñas y marca la morfología del territorio. La ría ocupa el 3 % de toda la superficie, llegando después de cuatro kilómetros de muelles hasta el centro de la ciudad, que está en su orilla occidental, lo que ha permitido el asentamiento histórico de la población, ya que esta hoya es baja y plana frente a las alturas de Carbayedo, Tuñes o El Estrellín en el lado opuesto.
Avilés contaba en 2020 con una población de 77 791 habitantes. El puerto de Avilés es el primer puerto pesquero de Asturias y segundo en tráfico portuario, por detrás del de Gijón; su posición central le da el privilegiado puesto de estar en el nudo de comunicaciones, incluido el aeropuerto de Asturias, a 14 kilómetros, aunque ya situado en el municipio vecino de Castrillón.
La capital, con el mismo nombre del concejo, está situada a la orilla de la ría; fue tierra de marinería y comercio y el primer puerto de Asturias.
Su rápida industrialización trajo una masiva emigración y, con tal un gran crecimiento en todos los aspectos. Avilés es una de las tres ciudades más importantes de Asturias y la tercera en cuanto a población.

### Clima
| Parámetros climáticos promedio de observatorio del Aeropuerto de Asturias (municipio de Castrillón) (127 m s. n. m.) (Periodo de referencia: 1991-2020, extremos: 1968-presente) | Parámetros climáticos promedio de observatorio del Aeropuerto de Asturias (municipio de Castrillón) (127 m s. n. m.) (Periodo de referencia: 1991-2020, extremos: 1968-presente) | Parámetros climáticos promedio de observatorio del Aeropuerto de Asturias (municipio de Castrillón) (127 m s. n. m.) (Periodo de referencia: 1991-2020, extremos: 1968-presente) | Parámetros climáticos promedio de observatorio del Aeropuerto de Asturias (municipio de Castrillón) (127 m s. n. m.) (Periodo de referencia: 1991-2020, extremos: 1968-presente) | Parámetros climáticos promedio de observatorio del Aeropuerto de Asturias (municipio de Castrillón) (127 m s. n. m.) (Periodo de referencia: 1991-2020, extremos: 1968-presente) | Parámetros climáticos promedio de observatorio del Aeropuerto de Asturias (municipio de Castrillón) (127 m s. n. m.) (Periodo de referencia: 1991-2020, extremos: 1968-presente) | Parámetros climáticos promedio de observatorio del Aeropuerto de Asturias (municipio de Castrillón) (127 m s. n. m.) (Periodo de referencia: 1991-2020, extremos: 1968-presente) | Parámetros climáticos promedio de observatorio del Aeropuerto de Asturias (municipio de Castrillón) (127 m s. n. m.) (Periodo de referencia: 1991-2020, extremos: 1968-presente) | Parámetros climáticos promedio de observatorio del Aeropuerto de Asturias (municipio de Castrillón) (127 m s. n. m.) (Periodo de referencia: 1991-2020, extremos: 1968-presente) | Parámetros climáticos promedio de observatorio del Aeropuerto de Asturias (municipio de Castrillón) (127 m s. n. m.) (Periodo de referencia: 1991-2020, extremos: 1968-presente) | Parámetros climáticos promedio de observatorio del Aeropuerto de Asturias (municipio de Castrillón) (127 m s. n. m.) (Periodo de referencia: 1991-2020, extremos: 1968-presente) | Parámetros climáticos promedio de observatorio del Aeropuerto de Asturias (municipio de Castrillón) (127 m s. n. m.) (Periodo de referencia: 1991-2020, extremos: 1968-presente) | Parámetros climáticos promedio de observatorio del Aeropuerto de Asturias (municipio de Castrillón) (127 m s. n. m.) (Periodo de referencia: 1991-2020, extremos: 1968-presente) | Parámetros climáticos promedio de observatorio del Aeropuerto de Asturias (municipio de Castrillón) (127 m s. n. m.) (Periodo de referencia: 1991-2020, extremos: 1968-presente) |
| Mes | Ene. | Feb. | Mar. | Abr. | May. | Jun. | Jul. | Ago. | Sep. | Oct. | Nov. | Dic. | Anual |
| --- | --- | --- | --- | --- | --- | --- | --- | --- | --- | --- | --- | --- | --- |
| Temp. máx. abs. (°C) | 23.5 | 24.3 | 26.7 | 28.6 | 33.6 | 36.0 | 33.0 | 33.0 | 36.0 | 32.2 | 26.1 | 25.6 | 36.0 |
| Temp. máx. media (°C) | 13.1 | 13.2 | 14.7 | 15.6 | 17.7 | 19.9 | 21.7 | 22.7 | 21.2 | 19.0 | 15.4 | 13.7 | 17.3 |
| Temp. media (°C) | 9.6 | 9.5 | 10.9 | 11.8 | 14.0 | 16.5 | 18.5 | 19.1 | 17.5 | 15.3 | 11.9 | 10.2 | 13.7 |
| Temp. mín. media (°C) | 6.1 | 5.8 | 7.0 | 8.0 | 10.3 | 13.1 | 15.2 | 15.6 | 13.9 | 11.5 | 8.5 | 6.6 | 10.1 |
| Temp. mín. abs. (°C) | -3.0 | -2.6 | -2.4 | -0.6 | 2.0 | 5.6 | 8.0 | 8.4 | 6.5 | 3.0 | -0.8 | -3.0 | -3.0 |
| Precipitación total (mm) | 114 | 88 | 88 | 90 | 74 | 58 | 44 | 64 | 76 | 116 | 144 | 125 | 1082 |
| Días de precipitaciones (≥ 1 mm) | 13.3 | 10.8 | 10.9 | 12.3 | 11.0 | 8.4 | 7.1 | 7.6 | 8.7 | 11.3 | 13.8 | 13.1 | 128.7 |
| Días de nevadas (≥ 0.01 mm) | 0.1 | 0.4 | 0.0 | 0.0 | 0.0 | 0.0 | 0.0 | 0.0 | 0.0 | 0.0 | 0.0 | 0.1 | 0.6 |
| Horas de sol | 93 | 110 | 143 | 156 | 174 | 159 | 170 | 186 | 171 | 133 | 93 | 90 | 1680 |
| Humedad relativa (%) | 76 | 74 | 76 | 77 | 80 | 81 | 81 | 80 | 80 | 80 | 79 | 76 | 78 |
| Fuente: Agencia Estatal de Meteorología | | | | | | | | | | | | | |

### Vías de acceso
| Tipo             | Identificador | Denominación                     | Itinerario                                                          |
| ---------------- | ------------- | -------------------------------- | ------------------------------------------------------------------- |
| Autovías         | A-8 E-70      | Autovía del Cantábrico           | Irún (Guipúzcoa) - Avilés - Begonte (Lugo)                          |
| Autovías         | AI-81         | Acceso a Avilés                  | Avilés - Autovía del Cantábrico (Logrezana, Carreño)                |
| Autovías         | AI-82         | Acceso al Aeropuerto de Asturias | Autovía del Cantábrico- Santiago del Monte - Aeropuerto de Asturias |
| Otras carreteras | N-632         | Carretera Nacional               | Ribadesella - Avilés - Luarca (Valdés)                              |
| Otras carreteras | N-632a        | Carretera Nacional               | Avilés - Vegarrozadas (Castrillón)                                  |
| Otras carreteras | AS-17         | Carretera de Langreo             | Avilés - Langreo                                                    |
| Otras carreteras | AS-19         | Carretera de Gijón               | Avilés - Gijón                                                      |
| Otras carreteras | AS-237        | Carretera de Grado               | Aviles - Grado                                                      |
| Otras carreteras | AS-238        | Carretera de Luanco              | Avilés - Luanco (Gozón)                                             |
| Otras carreteras | CV-2          | Carretera de Molleda             | Villalegre (Avilés) - Molleda (Corvera)                             |

### Ferrocarril y autobús
La estación de Avilés cuenta con conexiones a Oviedo y San Juan de Nieva por la línea C-3 de la red de ancho ibérico y también con Gijón y Cudillero mediante la línea C-4 de la red de ancho métrico de Cercanías Asturias. Además, en el mismo recinto se encuentran diferentes itinerarios de ALSA que conectan con el aeropuerto de Asturias y los grandes núcleos urbanos de la provincia. Desde julio de 2024 la ciudad cuenta con un servicio de Alvia con Madrid, que circula todos los días excepto los sábados. 
Un convenio en 2018 dio pie a la construcción de una Nueva Estación Intermodal, que complementará los servicios de la estación actual en una ubicación más céntrica.

## Economía
La economía avilesina ha estado fuertemente ligada al sector industrial desde el siglo XIX. En el municipio se instaló una gran acería (ENSIDESA), actualmente parte de Arcelor Mittal, y numerosas empresas industriales, ayudadas por la orografía de la ría avilesina.
| Sectores económicos | Empleos | %     |
| ------------------- | ------- | ----- |
| Agricultura y pesca | 343     | 1,17  |
| Industria           | 6333    | 21,68 |
| Construcción        | 1621    | 5,55  |
| Servicios           | 20 918  | 71,60 |
| Total               | 29 215  | 100   |

A 31 de diciembre de 2019, el Ayuntamiento de Avilés tenía una deuda pública de 11 927 747 €.

## Patrimonio

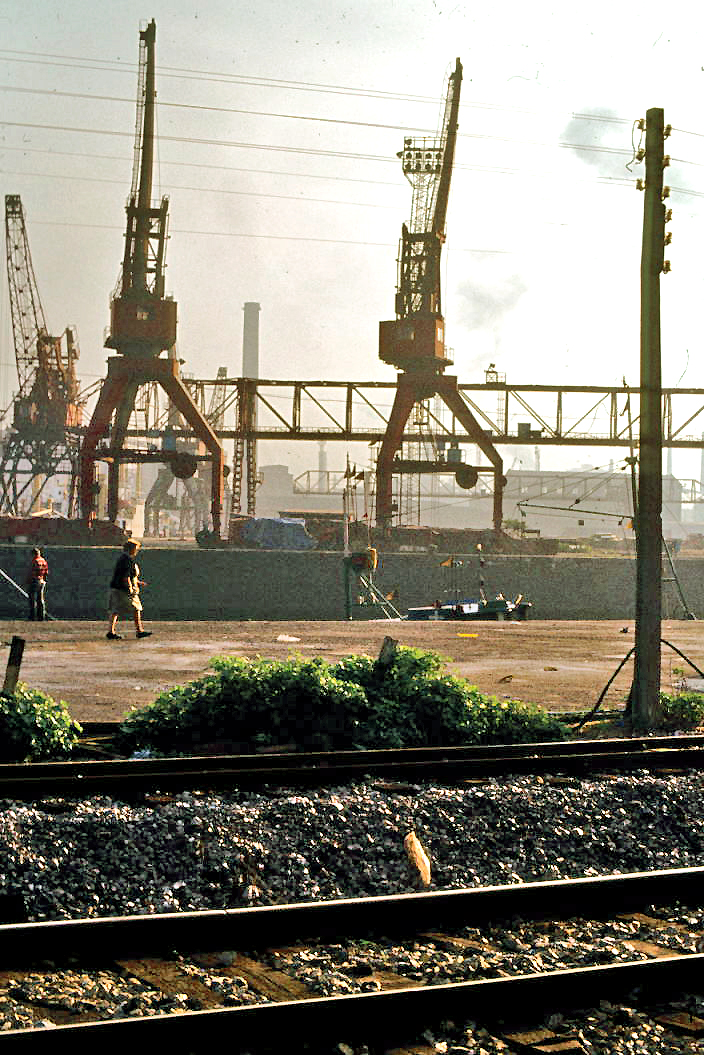
Industria en Avilés a finales de la década de 1970

Uno de los valores de Avilés es su gran variedad de patrimonio, desde sus manifestaciones artísticas más antiguas (que cobran especial relevancia en el medievo) hasta el patrimonio industrial del siglo XX.
Avilés es una ciudad llena de vida cultural, muy comprometida con la literatura, la música, el teatro, el cine y la pintura. Son constantes las exposiciones de arte y eventos que se dan en su Casa de Cultura, en el Centro Municipal de Arte y Exposiciones (CMAE) y en el Centro Cultural Internacional Oscar Niemeyer (reconocido como Icono de la Asturias de hoy en un concurso organizado por el diario El Comercio). Es muy importante mencionar también que el Teatro Palacio Valdés acoge estrenos de obras de interés nacional, siendo muy conocidas sus jornadas de teatro y ópera, así como la actividad de teatro escolar que se realiza en este edificio todos los años y donde participan varios centros educativos de la ciudad.
La villa ha aparecido en medios internacionales por distintos elementos de su actividad cultural, especialmente desde la inauguración del Centro Cultural Internacional Oscar Niemeyer en la primavera de 2011. Como curiosidad cabe destacar que el Centro Niemeyer ha conseguido colaboraciones como la llevada a cabo con Woody Allen, convirtiendo Avilés en escenario de la película Vicky, Cristina, Barcelona, y siendo lugar elegido por este director para realizar el estreno mundial de su película Conocerás al hombre de tus sueños en agosto de 2010.

### Arquitectura

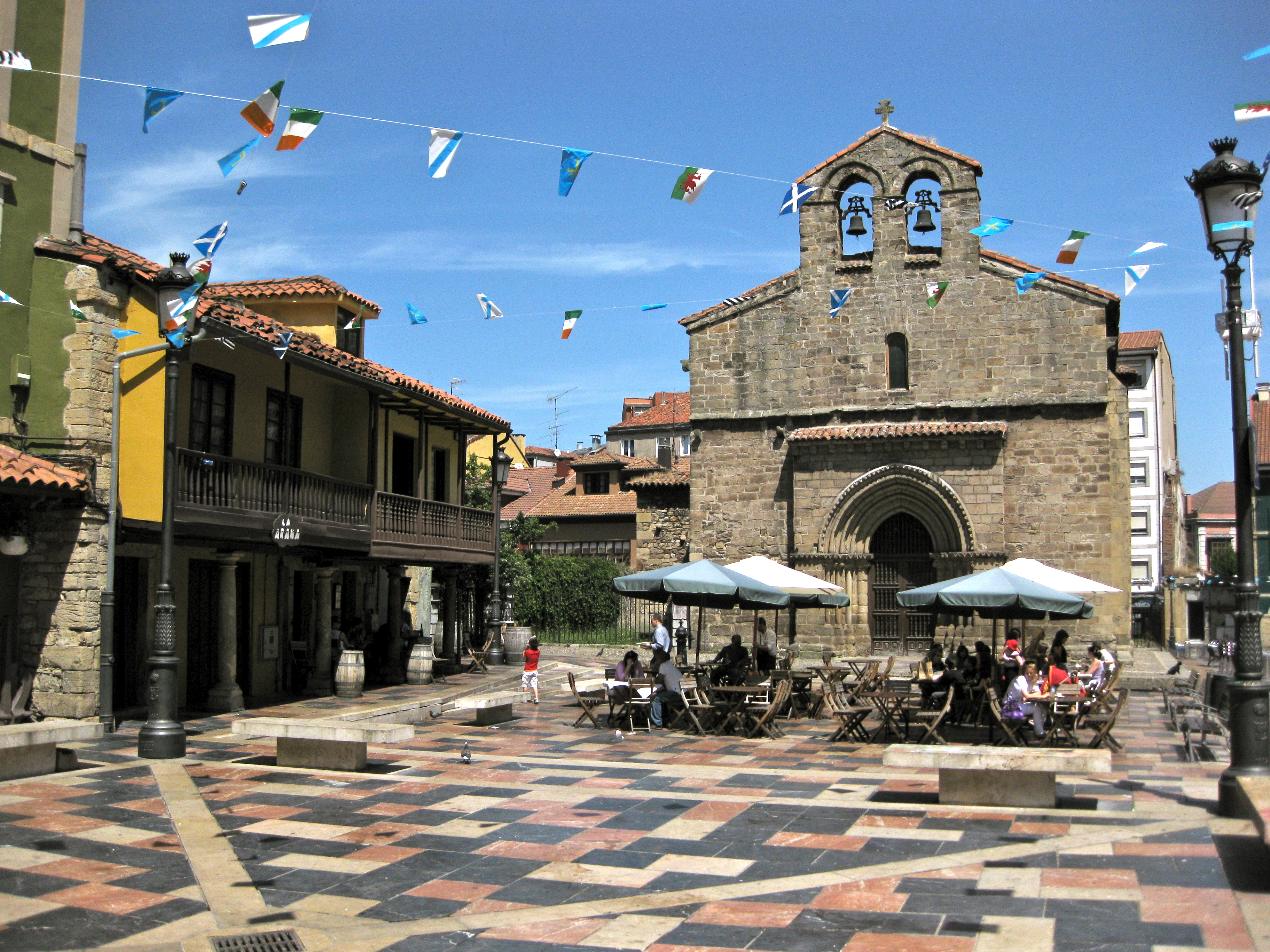
Iglesia de Sabugo, situada en la plaza del Carbayo

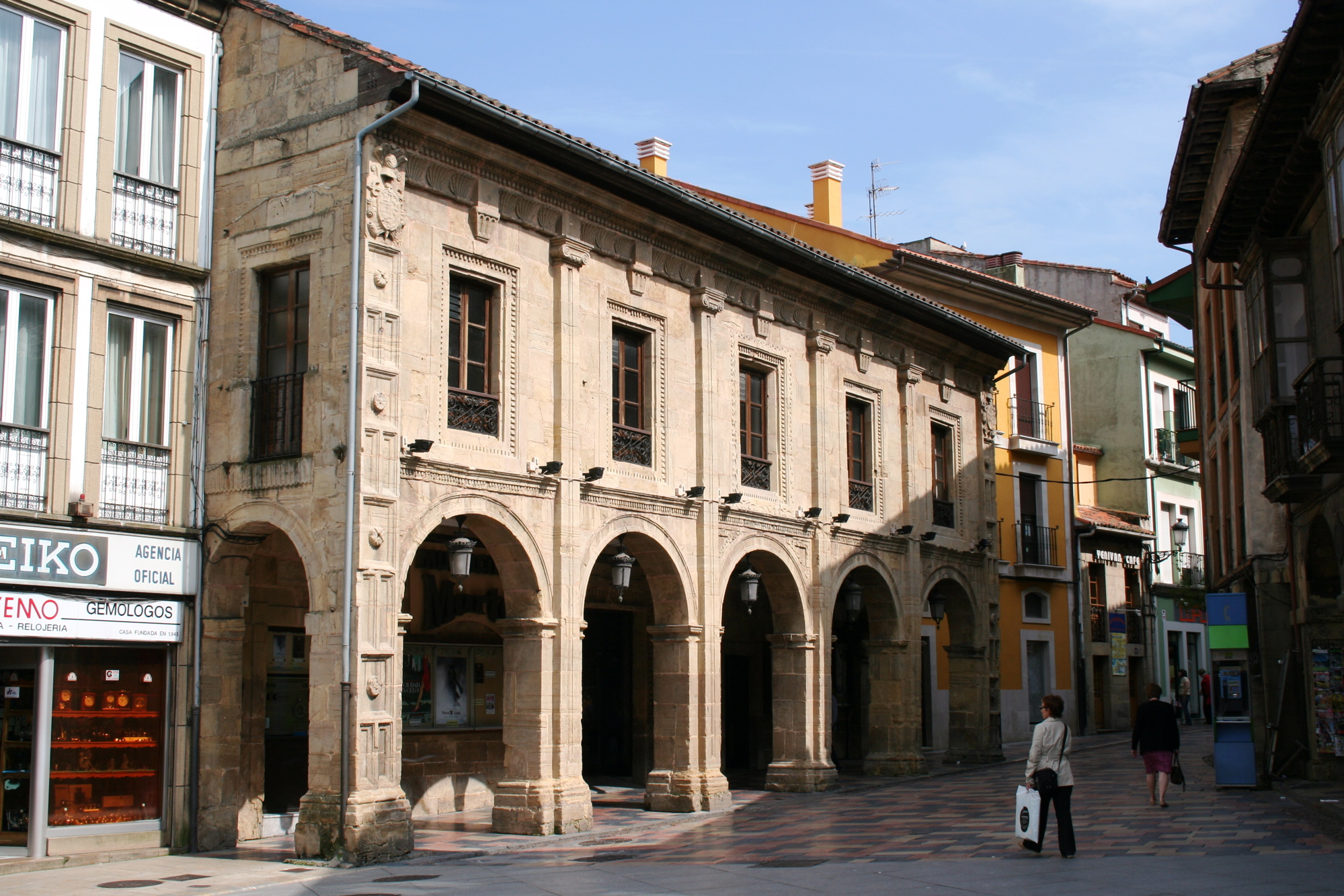
Palacio de Llano Ponte

El casco histórico de Avilés está considerado desde 1955, por su interés y buen estado de conservación, Bien de Interés Cultural (BIC) como Conjunto Histórico-Artístico. Sus palacios, templos y edificios civiles destacan junto a otros elementos urbanos como las calles Rivero y Galiana, que fueron los primeros en traspasar las murallas medievales en dirección a Oviedo y Grado respectivamente.

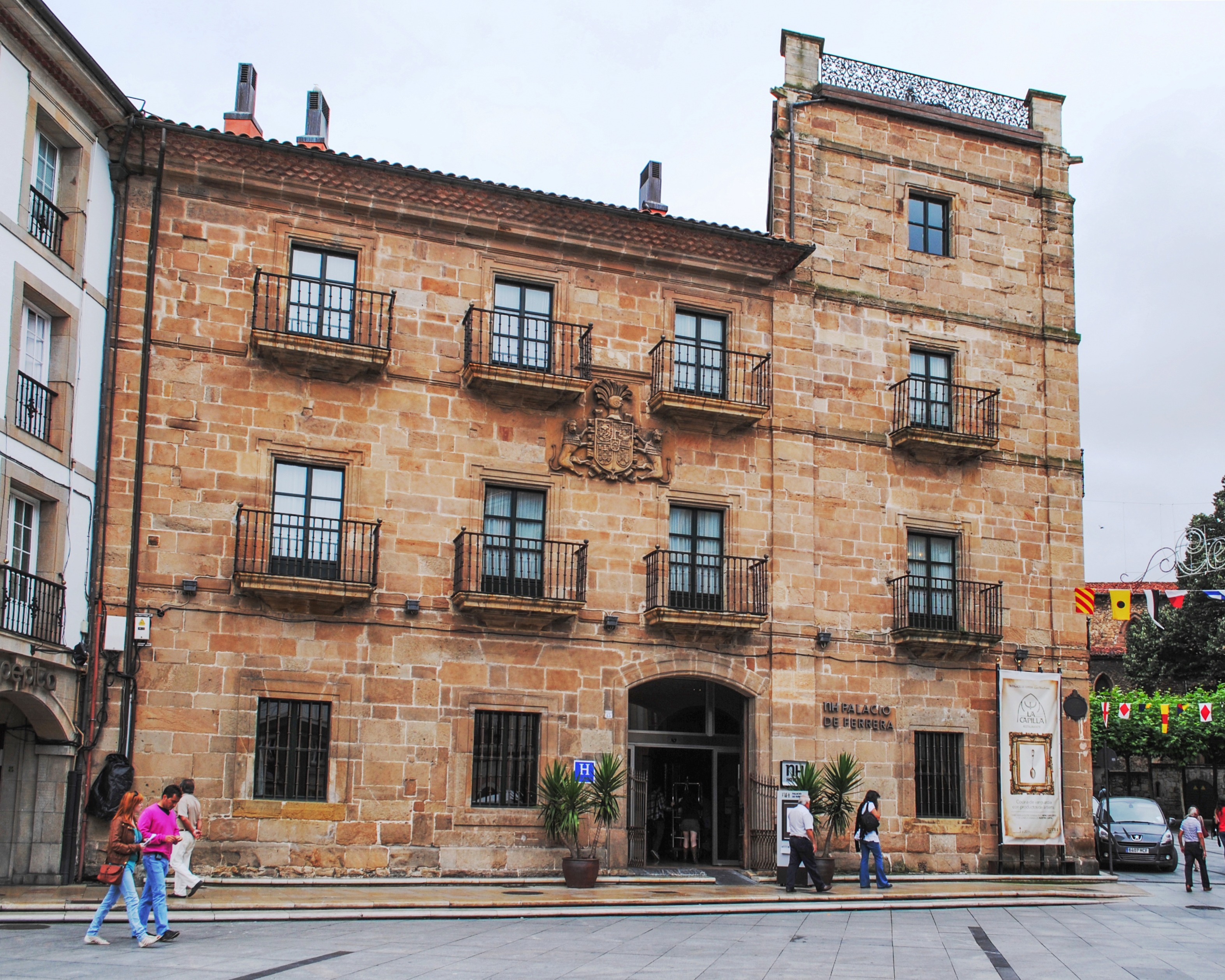
Palacio de Ferrera

El románico está presente en varias edificaciones importantes, entre las que destaca la antigua iglesia parroquial de San Nicolás de Bari (hoy San Antonio de Padua), construida entre los siglos XII y XIII, conservando su portada principal y algunos capiteles primitivos identificables. Este templo sufrió profundas modificaciones que han desvirtuado la obra original, como las acometidas para la adhesión de algunas capillas particulares. De ellas destaca, adosada al muro norte de la nave, la de Pedro Solís (1499).

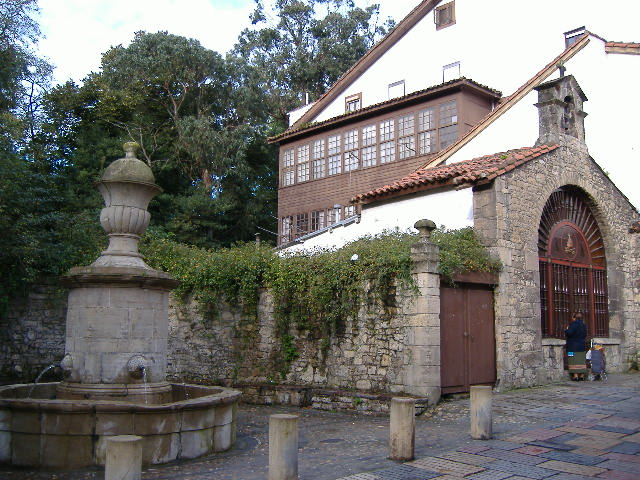
Fuente y capilla de Rivero

Como joya del protogótico asturiano podemos encontrar la Capilla de los Alas, un edificio funerario del siglo XIV cuyos elementos más destacados son la bóveda y la portada. La iglesia de Sabugo vieja, construida durante el siglo XIII, es otro de los edificios característicos del Avilés medieval.
De la arquitectura civil medieval el único testigo es el Palacio de Valdecarzana, que posee una fachada característica de la actividad mercantil con grandes arcos apuntados abiertos hacia la calle y ventanas bíforas en la planta primera. Exponentes del barroco en la villa son el Palacio de Ferrera construido en el siglo XVII, donde destacan la torre en escuadra y su fachada principal con balcones adintelados y el escudo de armas del marquesado; y el Palacio de Llano Ponte que mantiene una armonía en su fachada con el ayuntamiento, siendo erigido por el indiano avilesino Rodrigo García-Pumarino.

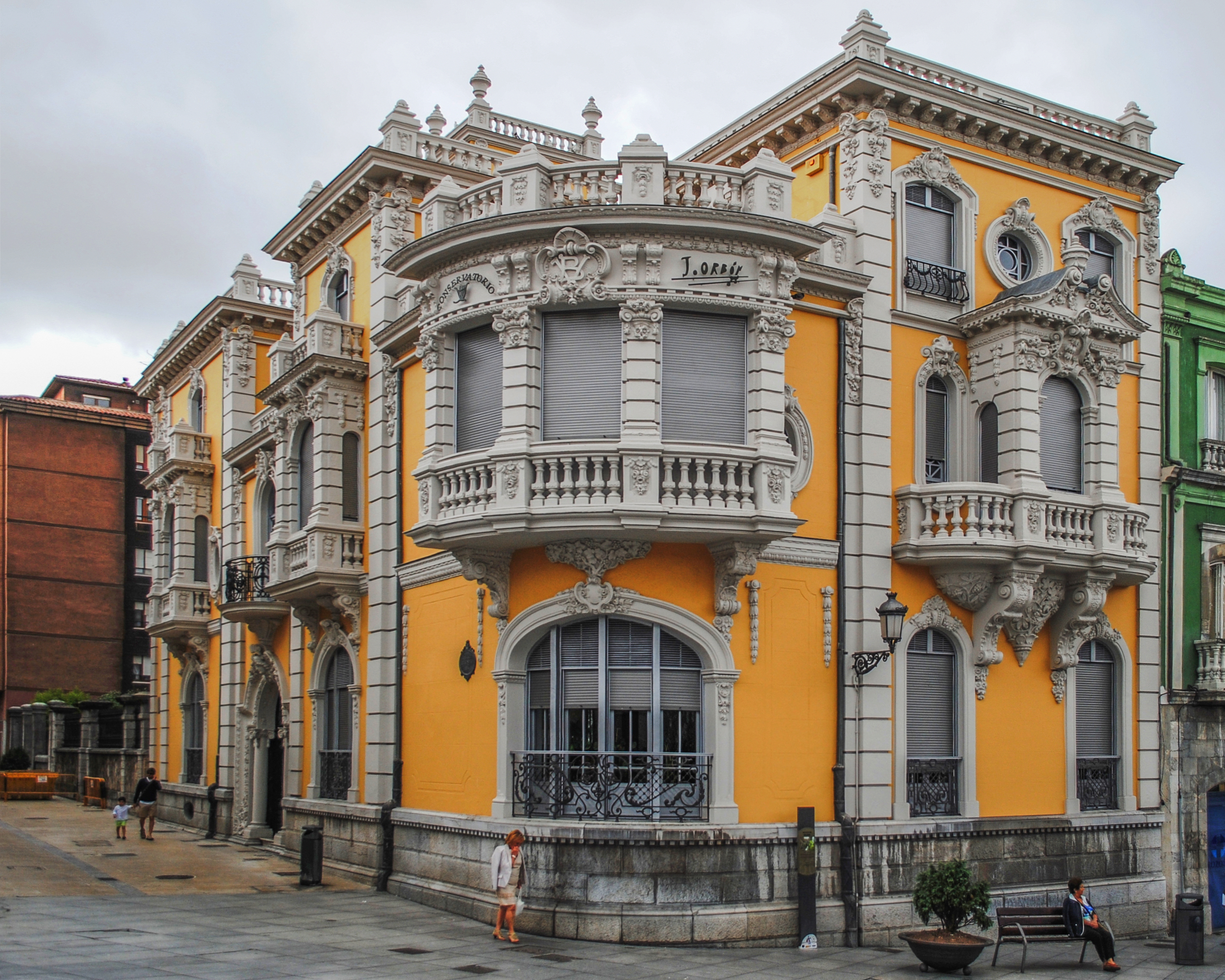
Palacio de Balsera

Otros edificios notables son el edificio del ayuntamiento, del siglo XVII, que sigue en su construcción referencias herrerianas; la iglesia de Santo Tomás de Canterbury (nueva de Sabugo), de estilo neogótico y diseñada por Luis Bellido; el edificio neobarroco del Teatro Palacio Valdés; la Escuela de Oficios y el Gran Hotel, ambas obras de Armando Fernández.

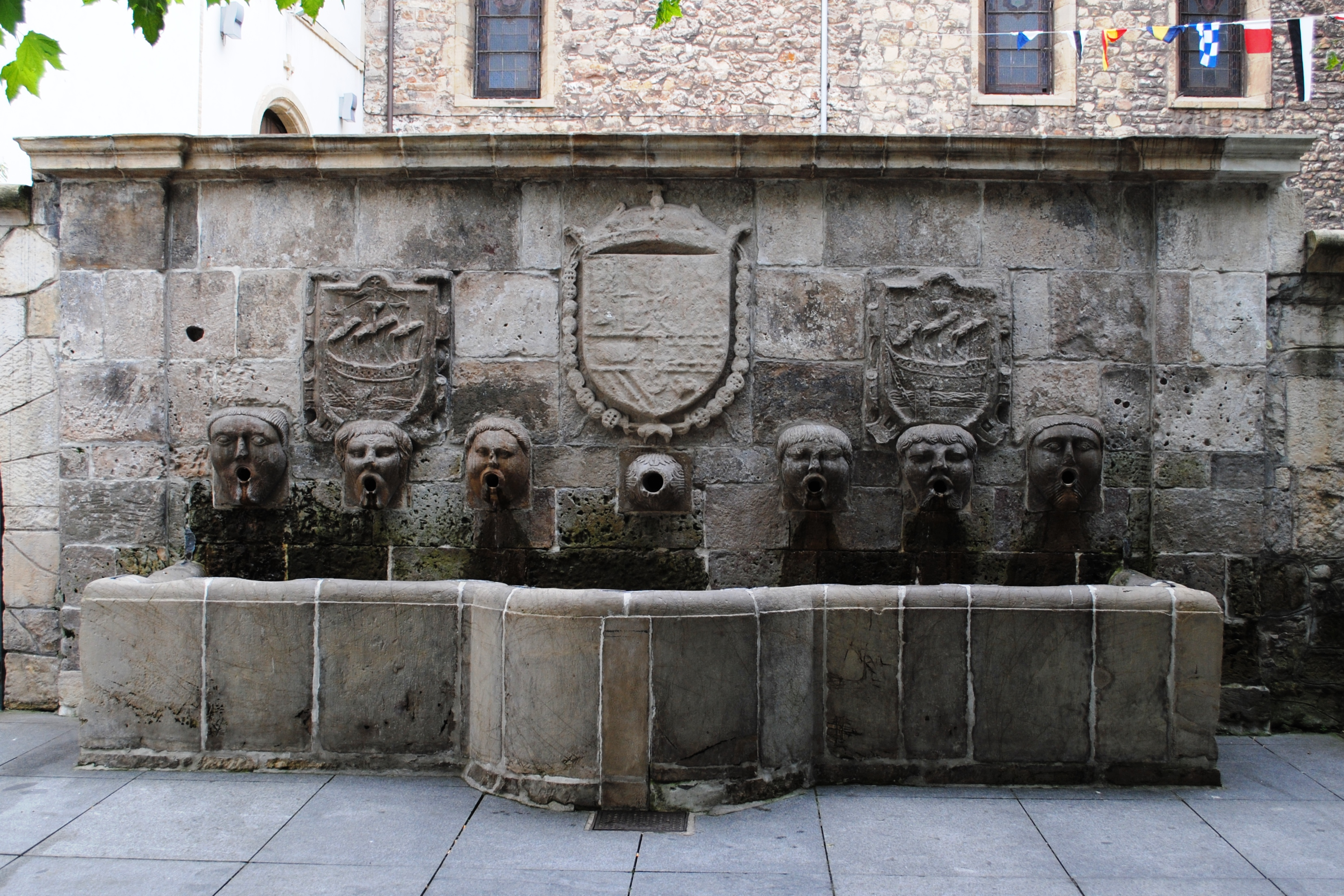
Caños de San Francisco

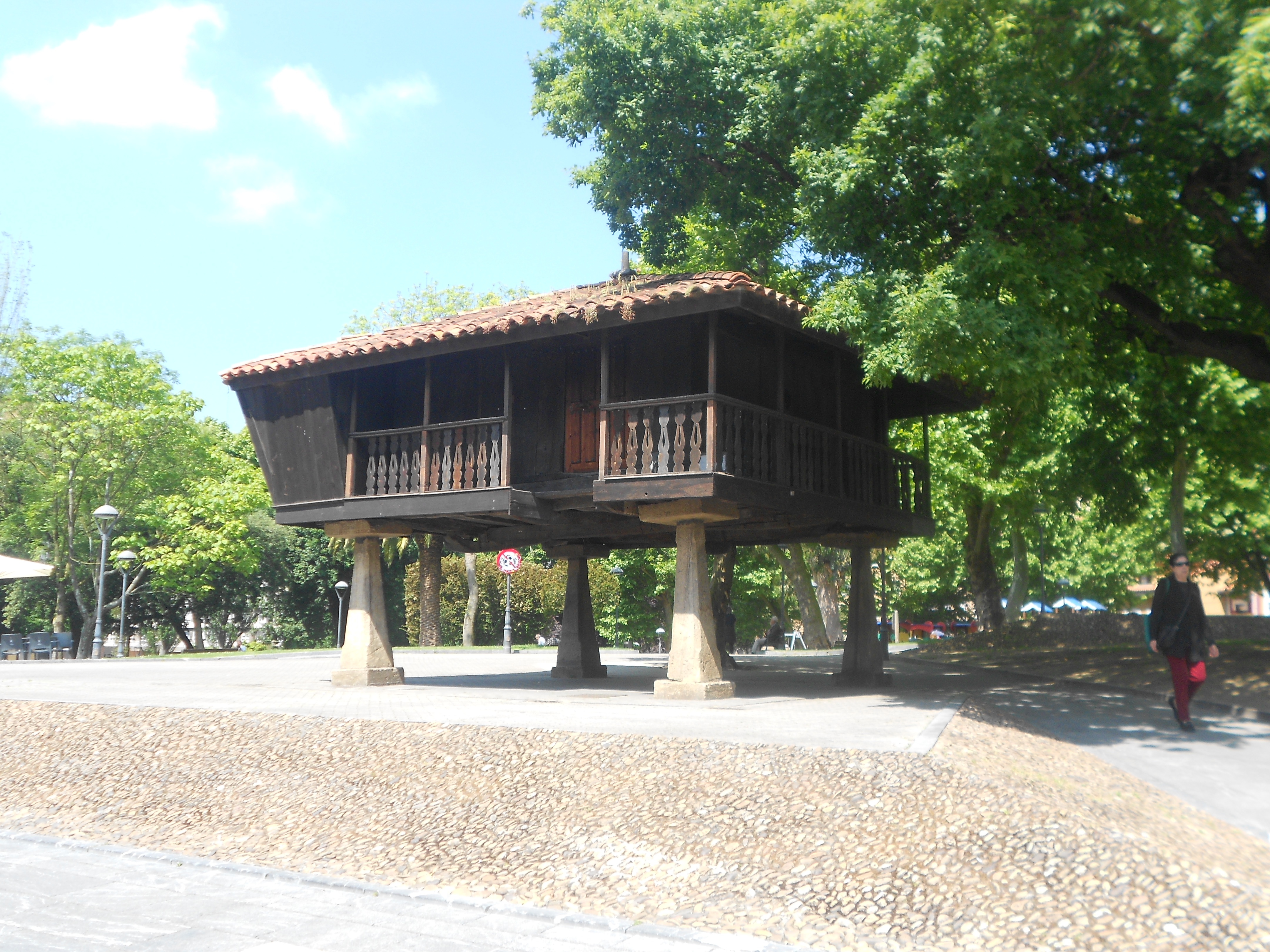
Foto del hórreo en la Plaza carbayero

Del siglo XIX sobresalen, en el núcleo de Villalegre, suntuosas residencias indianas resultado de su triunfo ultramarino. Todo este barrio aparece oculto en el desarrollo urbanístico de los años sesenta. Desde su apertura en 2011, el Centro Niemeyer constituye uno de los elementos más llamativos de la ciudad en lo que a arquitectura se refiere, siendo obra del arquitecto brasileño Oscar Niemeyer.
La arquitectura industrial ha tenido en Avilés uno de sus puntos fuertes, siendo hoy en día una ciudad con un extenso patrimonio industrial. Se conservan algunas de las factorías de finales del siglo XIX y principios del XX como la Curtidora, las Naves de la Balsera o la fábrica de harinas El Águila. El apogeo industrial de la villa llegó a mediados del siglo XX con de la mano del INI. Este desarrollo fue encabezado por ENSIDESA, una empresa siderúrgica que levantó una enorme planta entre Avilés y su comarca y que reunió, para su construcción, a los mejores ingenieros y arquitectos del momento. Fruto de esta meticulosidad constructiva se conservan en la actualidad elementos de gran valor arquitectónico como las baterías de coque, la central telefónica, el parque de bomberos, el hospital, la acería Martín Siemens y las naves de hornos de fosa y laminación en caliente, obras de Carlos Fernández Casado. De igual manera en su vertiente social ENSIDESA construyó el poblado obrero de Llaranes, considerado como el buque insignia del paternalismo franquista y diseñado por Juan Manuel Cárdenas y Francisco Goicoechea como un pueblo autosuficiente dotado de plaza Mayor, iglesia, economato, escuelas y más de mil viviendas para sus trabajadores. Su arquitectura y su urbanismo han hecho que ocupen un lugar destacado en el patrimonio industrial español, realizándose visitas interpretativas al mismo desde el Centro de Estudios del Alfoz de Gauzón.

#### Camino de Santiago
El Camino de la Costa, procedente de Gijón, entraba en Avilés por la AS19, pero desde la construcción en 2010 de un nuevo tramo del paseo fluvial hasta el barrio de La Marzaniella (Corvera de Asturies), este se ha convertido en un trazado alternativo que evita a los peregrinos caminar por aquella carretera.

#### Conjunto histórico-artístico

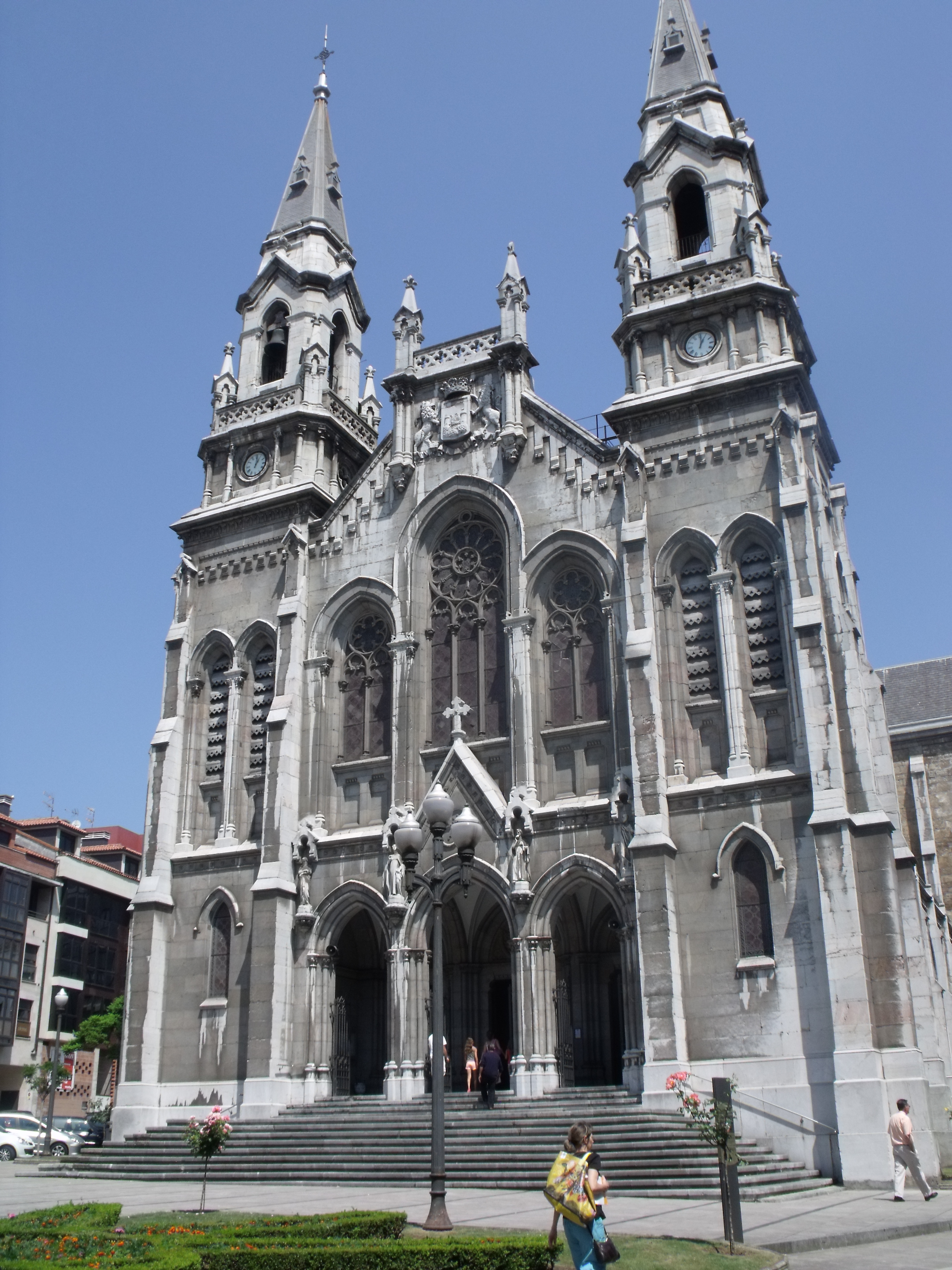
Iglesia nueva de Sabugo

El casco histórico fue declarado Conjunto Histórico-Artístico en 1955; en la villa se encuentran multitud de obras de carácter tanto religioso como civil, y calles como Galiana, Rivero, La Ferrería o San Francisco atestiguan su historia con magníficos edificios y característicos soportales.
Entre las obras arquitectónicas religiosas cabe destacar:
- Iglesia de los Padres Franciscanos (siglo XII)
- Capilla de San Lorenzo de Cortina (siglos X-XX)
- Iglesia de Santa María Magdalena de Corros (siglos XIII-XX)
- Iglesia de San Nicolás de Bari (siglo XIV)
- Iglesia de Sabugo (siglo XIII)
- Iglesia nueva de Sabugo (siglo XX)

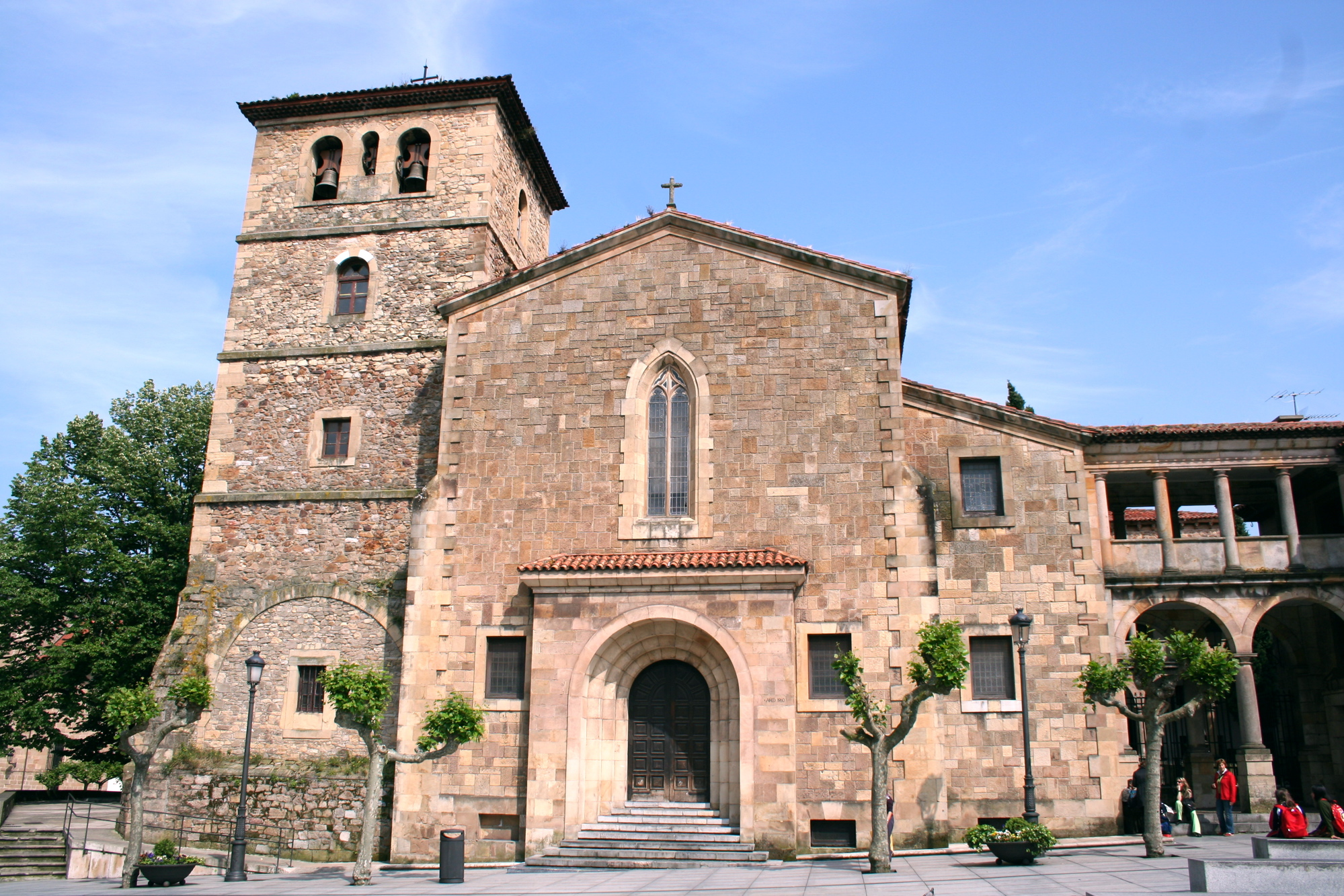
Iglesia de San Nicolás de Bari

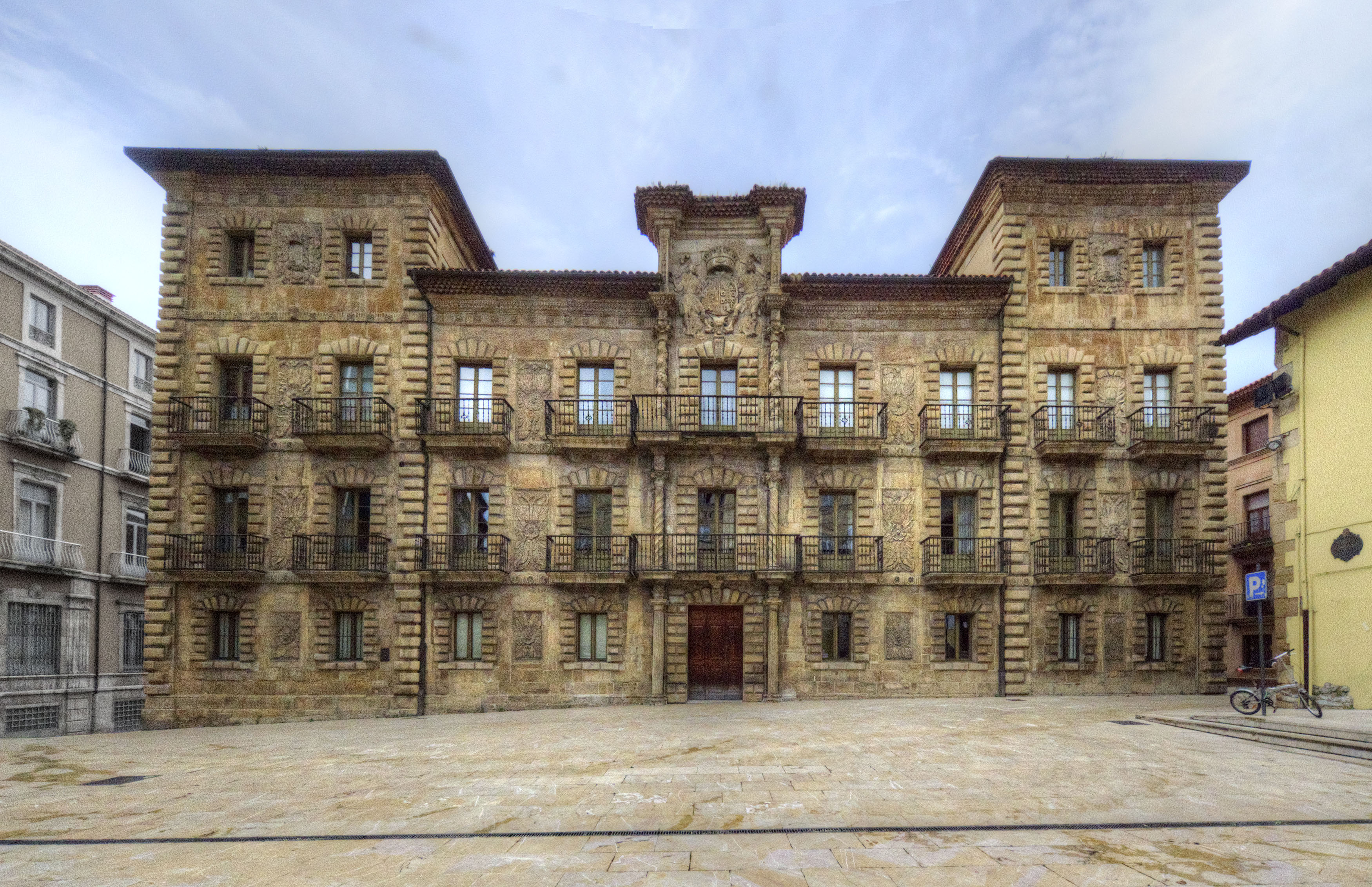
Palacio de Camposagrado

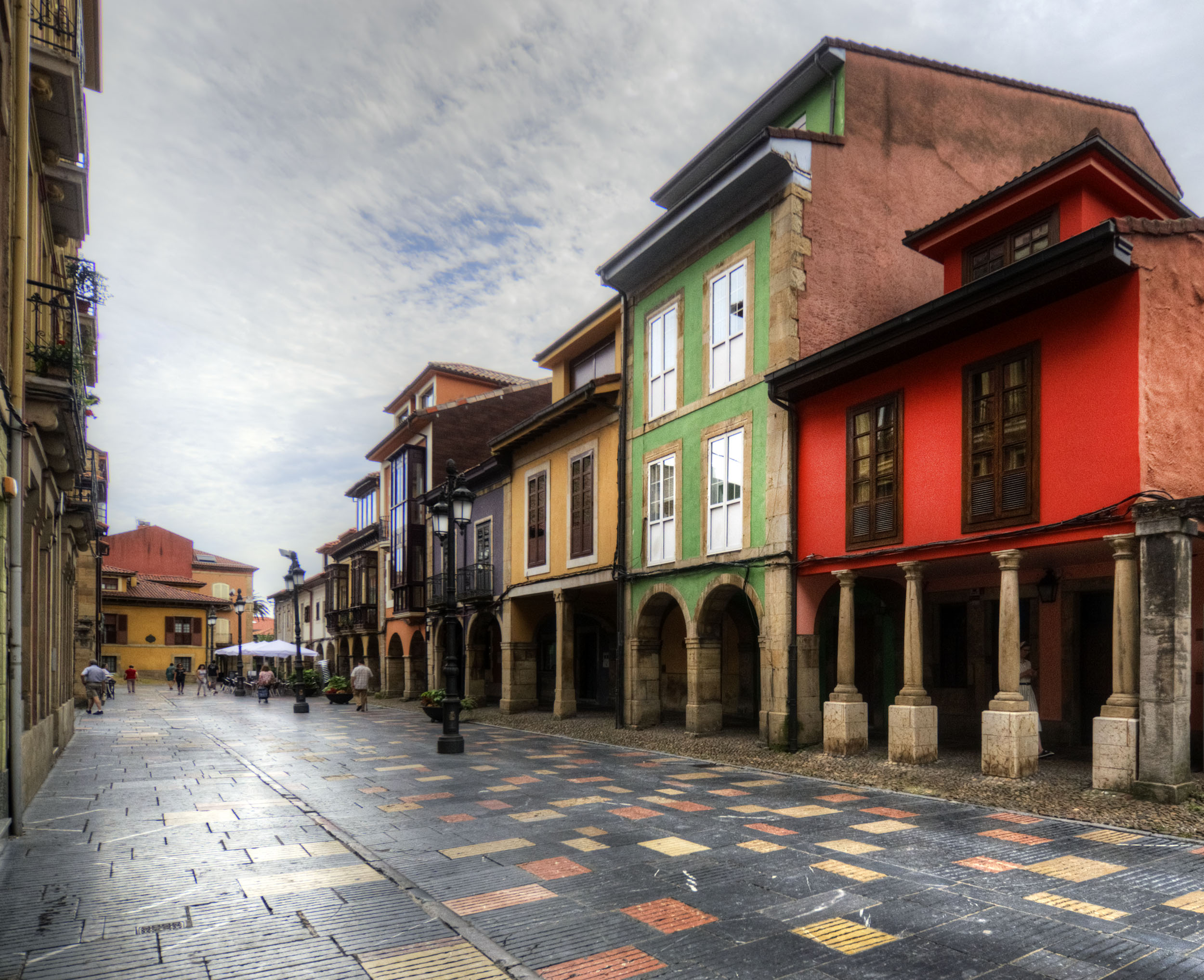
Calle Galiana, en el casco histórico

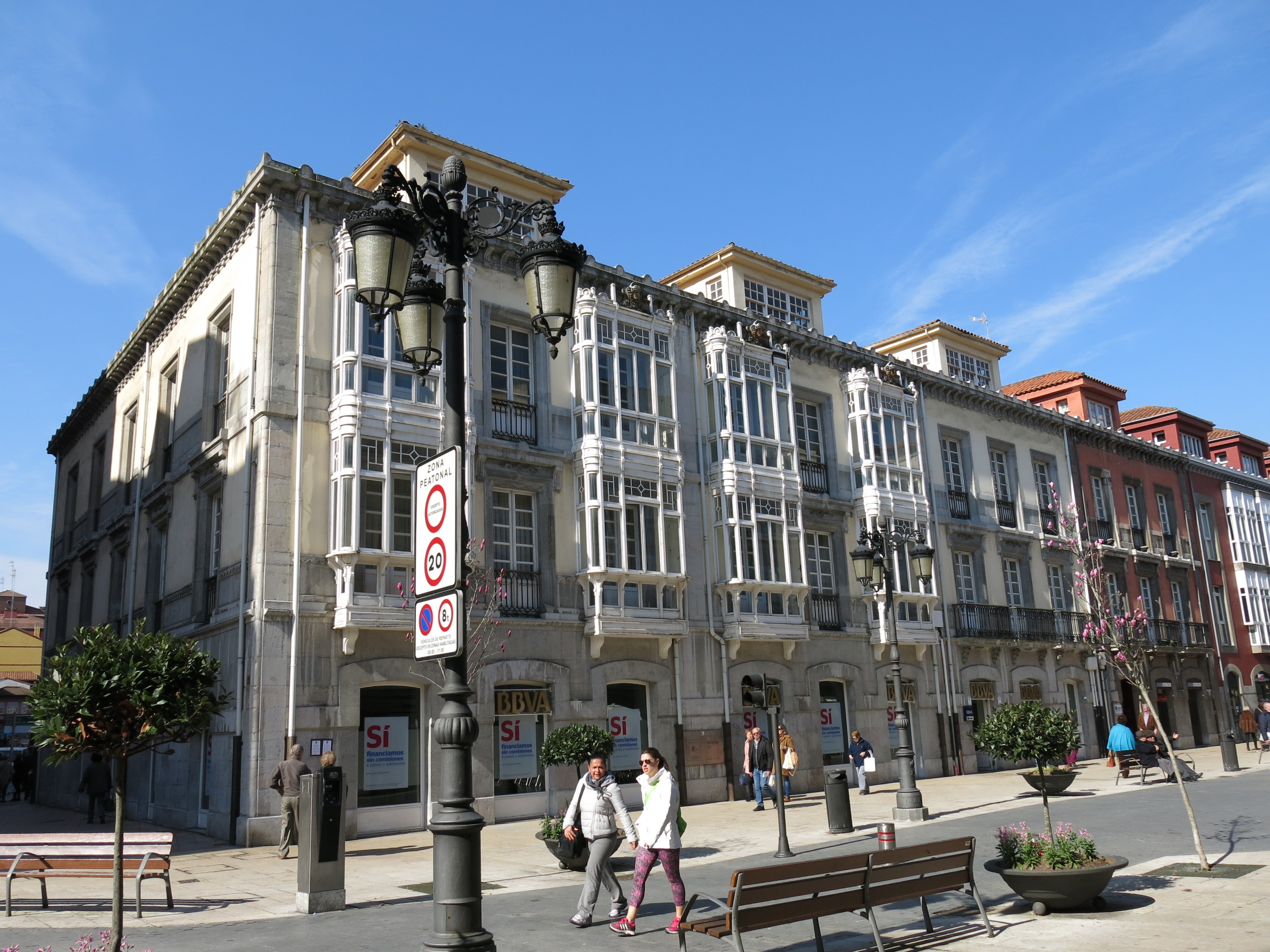
Calle de La Cámara

Entre sus obras civiles varios palacios:
- Palacio de Valdecarzana (siglo XV)
- Palacio de Camposagrado (siglo XVII)
- Palacio de Ferrera (siglo XVII)
- Palacio de Llano Ponte (siglo XVIII)

Del siglo XVIII son también el Palacio Municipal, la plaza Mayor o los Caños de San Francisco. También hay significativos edificios modernistas en la zona de crecimiento burguesa, de principios del siglo XX, como el teatro Palacio Valdés y el Palacio de Balsera.

### Escultura
Por toda la ciudad se pueden ver esculturas de diferentes estilos: el conjunto escultórico en el parque del Muelle, donde destaca la escultura de homenaje a Pedro Menéndez y La foca; el conjunto escultórico de la ría de Avilés, la escultura Avilés, y diferentes bustos y esculturas como: Marta y María, El hombre que escucha la piedra, El eslabón, Entre bambalines. A lo largo del paseo de la ría de Avilés se encuentran varias esculturas contemporáneas realizadas con materiales siderúrgicos reciclados, agrupadas en el proyecto global de la Ruta del Acero, llevada a cabo por el Ayuntamiento de Avilés y ArcelorMittal.
Otra de las esculturas más destacadas de la ciudad de Avilés es La Monstrua, obra del escultor asturiano Favila. La obra es una representación de Eugenia Martínez Vallejo y es un homenaje al pintor Carreño Miranda, originario de la ciudad asturiana. Tras la estatua es posible observar un gran mural de azulejos, diseñado por Ramón Rodríguez que contiene imágenes de la Monstrua, vestida y desnuda, en diferentes colores.
Es reseñable también que durante ciertos meses del año tiene lugar en la ciudad un fenómeno conocido como Seal Parade, en el que réplicas de la escultura La foca son decoradas por los alumnos de la Escuela Municipal de Cerámica para luego ser expuestas en diversos lugares al aire libre entre los que destacan el parque de Ferrera.

### Museos y espacios culturales
- Museo de la Historia Urbana de Avilés: Fue inaugurado en mayo de 2013, y supone un recorrido por el pasado del municipio desde la Prehistoria hasta la época reciente, con el legado industrial y el Centro Niemeyer como elementos más significativos.[29] También cuenta con un espacio de exposiciones temporales conocido como Escuela Municipal de Cerámica.
- Museo Alfercam: Espacio de carácter privado donde se combinan instrumentos musicales del mundo y vehículos históricos.
- Casa Municipal de Cultura: En la que se encuentra la Biblioteca Bances Candamo. Hay una sala de exposiciones, de conferencias, auditorio, salas de lectura y de estudio.
- Centro Municipal de Arte y Exposiciones (CMAE): Sala de exposiciones temporales ubicada en la zona de El Arbolón. Cuenta con un salón de actos.
- Archivo Histórico Municipal (Palacio de Valdecarzana): Ubicado en el centro histórico de Avilés, alberga las dependencias del Archivo Histórico de la ciudad, así como salón de actos y sala de exposiciones temporales.
- Museo de cerámica negra: Colección privada que recoge el importante patrimonio vinculado a la cerámica negra de Miranda.
- Centro Cultural Internacional Oscar Niemeyer: Es la única obra en España del arquitecto brasileño Oscar Niemeyer, que atrae a personalidades del mundo de la cultura nacional e internacional, incluyendo los galardonados en los Premios Príncipe de Asturias, los Premios Nobel, personalidades del mundo de la música y de la interpretación nacional e internacional, conferencias de la ONU, exposiciones de fotografía y arte contemporáneo, etc.
- La Factoría Cultural, ubicada en la zona conocida como El Carbayedo. Es un centro de formación artística y cultural que cuenta con salas de exposiciones, ensayos, auditorio y organiza actividades artísticas.
- Centro de Interpretación del Cementerio de La Carriona (CiCLaC): Espacio expositivo para la comprensión del Cementerio de La Carriona, un recinto monumental construido a finales del siglo XIX bajo proyecto de Ricardo Marcos Bausá, incluido en la ASCE (Association of Significant Cementeries in Europe).
- Centro de Estudios del Alfoz de Gauzón (CEAG). Institución multidisciplinar con sede en la plaza Mayor del poblado obrero de Llaranes (encargándose de las visitas interpretativas al mismo), que se dedica a promover la conservación, investigación y divulgación de la historia y el patrimonio de Avilés, Castrillón, Corvera de Asturias, Illas, Gozón y Carreño. Cuenta con un centro de documentación y una biblioteca especializada.
- Espacio Portus (Centro de Interpretación del Puerto de Avilés).[30] Centro de interpretación ubicado en San Juan de Nieva, en la margen derecha de la Ría de Avilés. Ocupa los antiguos astilleros Ojeda y Aniceto y se dedica a la divulgación científica de la historia y el patrimonio vinculado al puerto de Avilés.

### Eventos festivos

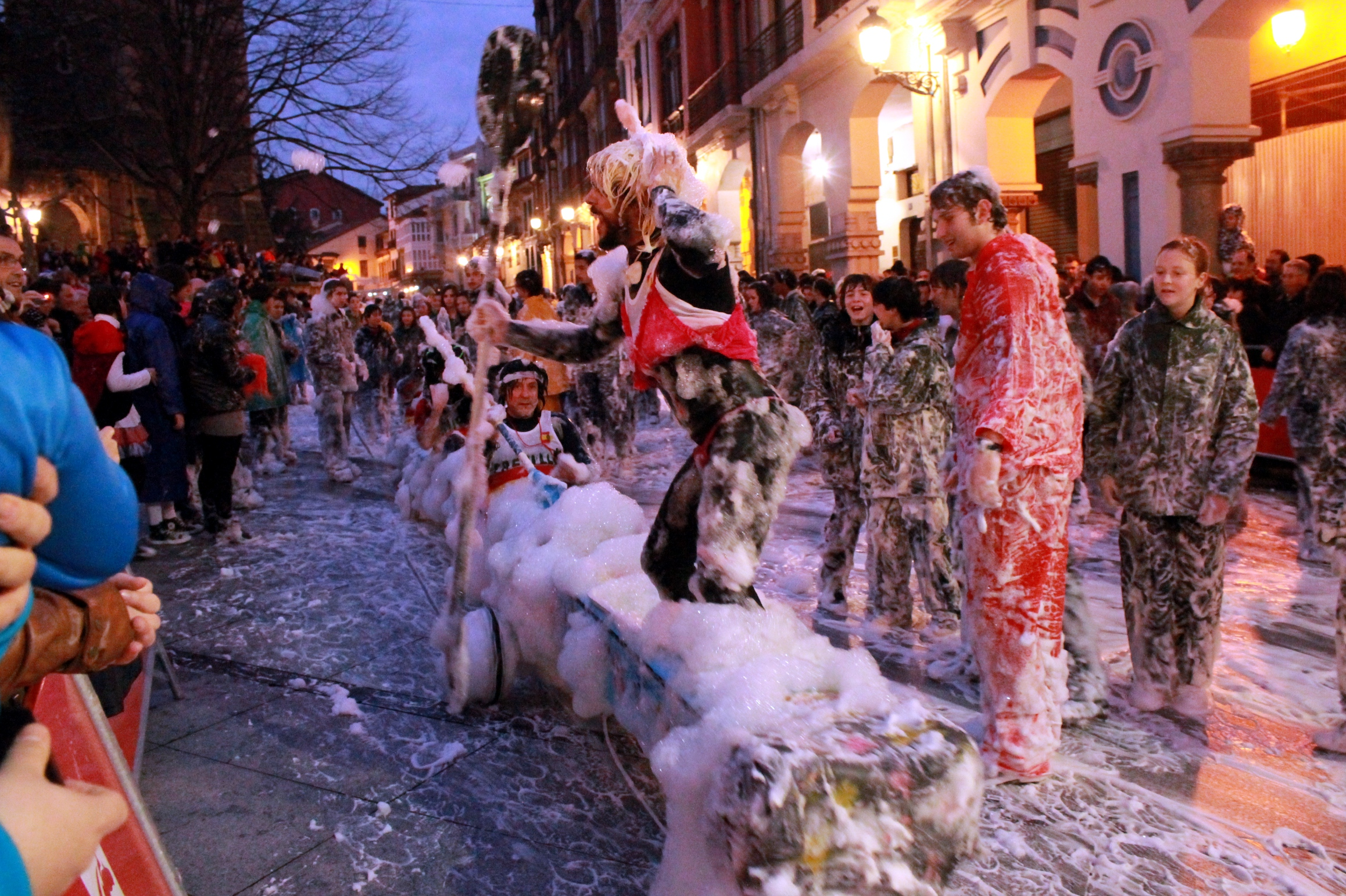
Descenso de Galiana, Carnaval

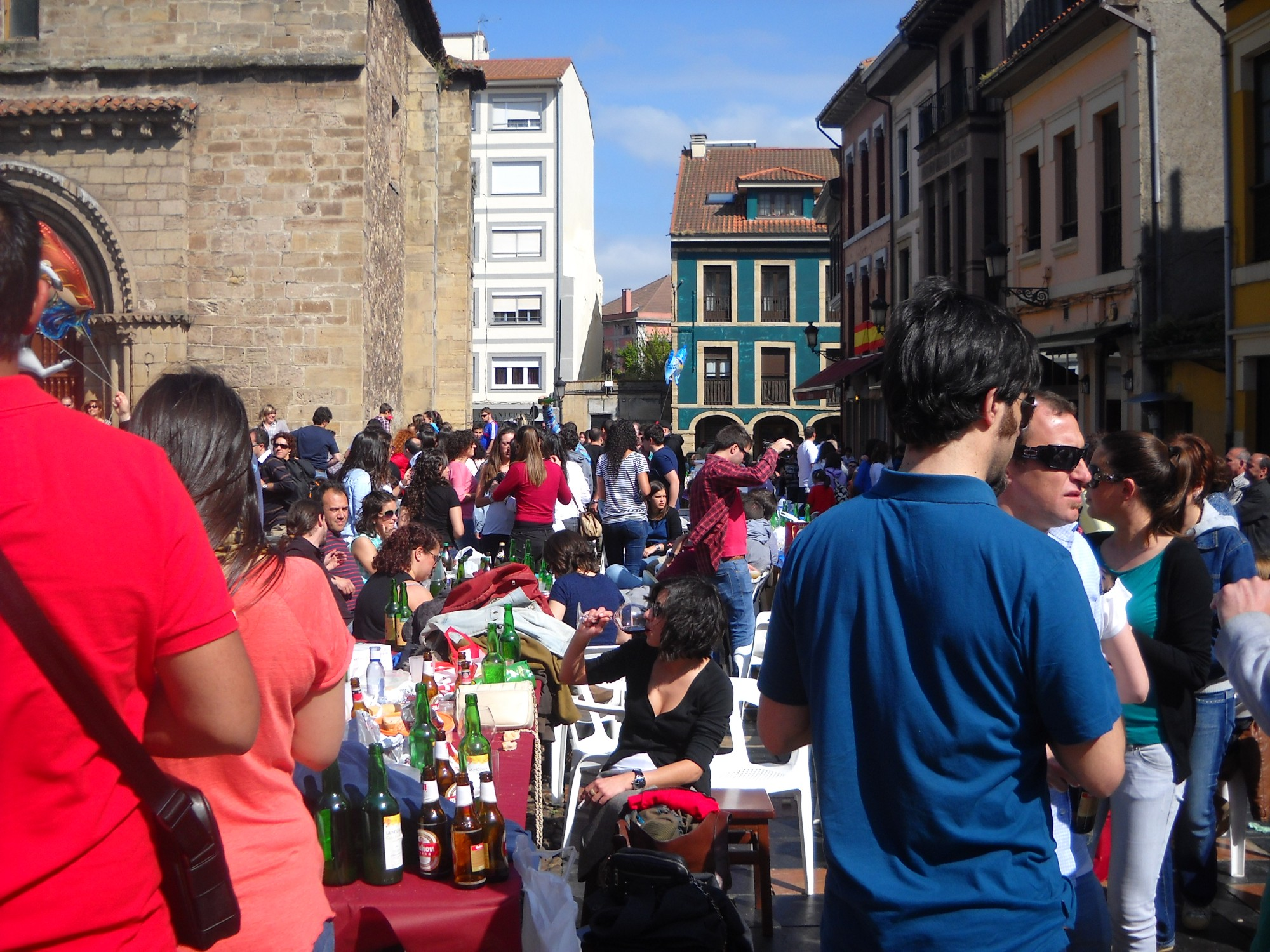
Fiesta del Bollo

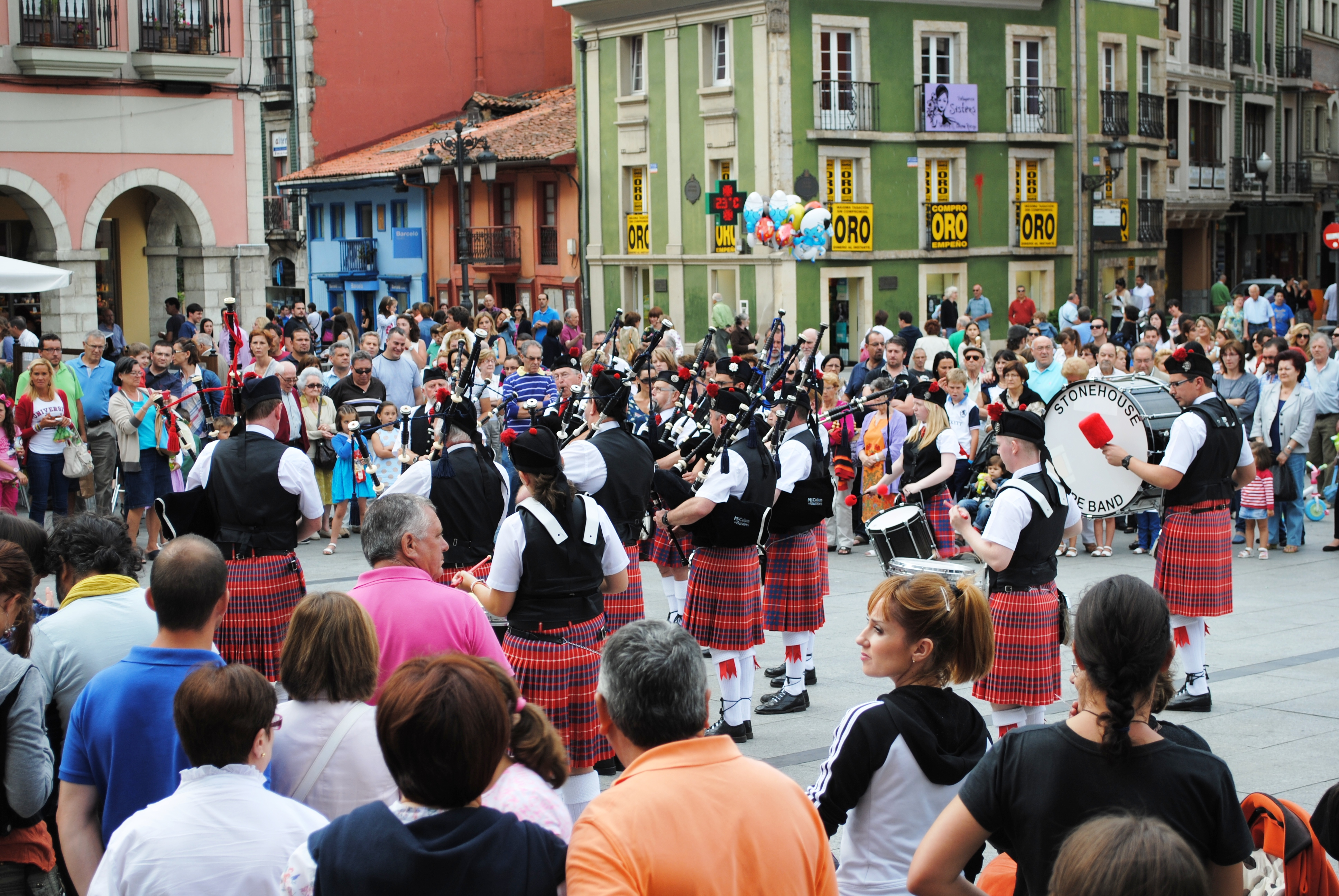
Festival Intercéltico de Avilés

Avilés destaca especialmente por ser una ciudad festiva. Este hecho se debe en gran medida a que en la década de 1980 la villa contaba con una de las poblaciones con más jóvenes de Europa.[cita requerida] Además, el carácter alegre y festivo de los avilesinos, que ha sido capaz de potenciar y resucitar a escala nacional el carnaval. Desde fiestas tradicionales típicas en la cultura asturiana hasta diversos festivales, todas las artes tienen lugar en la ciudad con especial énfasis en las actividades organizadas por el Centro Niemeyer.
En el campo de la cerámica, de gran arraigo histórico en la ciudad, se celebra el Certamen San Agustín de Cerámica en el que se dan cita ceramistas de talla internacional. Una de sus ediciones más importantes fue la muestra de obras cerámicas de Tàpies, Chillida y Barceló, celebrada en el año 2008.
Algunos de los eventos más importantes a destacar son:
- Enero: el día 5 se celebra la Cabalgata de los Reyes Magos.
- Febrero: carnaval, declarado de interés turístico regional, entre sus actos destaca el que se celebra el sábado: El Descenso Internacional y Fluvial de la Calle de Galiana, donde los vecinos riegan a los participantes y las embarcaciones que compiten bajan deslizándose por la cuesta de Galiana por un mar de espuma, el martes tiene lugar el Desfile de Carnaval.
- Marzo-abril: se celebra la Semana Santa, de martes hasta el sábado, siete cofradías sacan sus pasos procesionales, teniendo especial relevancia, las procesiones del Santo Encuentro, la del Santo Entierro y la de la Soledad. El domingo y el lunes de Pascua son las fiestas de «El Bollo», declaradas de interés turístico nacional e internacional, celebrando su centenario con una comida en la calle, que se llena con mesas y manteles por todo el centro histórico para que coman alrededor de 15 000 avilesinos en cada edición, además de esto el parque de Ferrera se impone como el lugar favorito de los jóvenes que eligen esta zona y no las calles de la ciudad para reunirse durante este festejo. En 2010, batió el récord de participación con cerca de 23 000 asistentes. En esta comida, se degusta el famoso Bollo Mantecado que es una peculiar especialidad avilesina.

Desde el año 2019 se celebra el festival musical Rock in Town Rock in Town 2019</ref>
Es importante mencionar también la presencia del cine tolerante en la ciudad con la celebración del Festival de Cine LGBTIQ - Asturias durante el mes de abril en el Centro Niemeyer.
- Mayo: el martes siguiente al séptimo domingo después de Pascua, es la fiesta del Puchero en Villalegre, donde una pareja de novios vestido de forma tradicional asturiana, rompen un cántaro y se besan tantas veces como trozos hay, es una ofrenda a la fertilidad que tiene una antigüedad de doscientos años.
- Junio: Durante este mes se celebra Avilés Acción Film Festival, certamen nacional de cortometrajes. A medianoche del 24 de junio es la Danza Prima de San Juan, miles de avilesinos se reúnen alrededor de una gran hoguera en la plaza de Pedro Menéndez. En torno al 29 es la verbena de San Pedro. A medianoche se baila la Danza Prima de San Pedro, que se inicia en la plaza de España y termina en la capilla de San Pedro. También tiene lugar el IndieGo Alley Festival, un certamen internacional e independiente de cine y música que solo dura una tarde-noche[31]
- Julio: En torno al día 16 son las Fiestas del Carmen, a medianoche se baila la Danza Prima del Carmen, se inicia con el canto de la Salve Marinera en la calle Galiana y se desciende hasta la plaza de España. El día 22 Fiesta de Nuestra Señora de la Magdalena en el barrio del mismo nombre. El 26 a medianoche, se baila la Danza Prima de Santa Ana en la plaza de la Merced. En la segunda quincena de julio se celebra el Festival Intercéltico de Avilés de relevancia internacional, con la participación de grupos de todas las naciones celtas (Asturias, Bretaña, Escocia, Gales, Galicia, Irlanda...).[32][33] La última semana de este mes y la primera del siguiente, se celebra en la plaza de Domingo Álvarez Acebal, junto a la Casa de la Cultura, uno de los festivales de Ciencia Ficción, Terror y Fantasía más importantes del país, el Festival Celsius 232. Se celebró por primera vez en 2012. Varios autores y guionistas entre otros oficios que abarcan este tema, tanto españoles como internacionales, visitan la ciudad ofreciendo a los amantes del género charlas, mesas redondas, firmas e incluso un cine en la calle.
- Agosto: Tienen lugar las fiestas en diferentes barrios como el de Llaranes (San Lorenzo de Cortina), Miranda (el primer viernes se celebra todos los años la tradicional arrozada, preparada por los xagós -palabra que significa amigos en el dialecto Bron hablado por los caldereros-), El Carbayedo (San Roque). En el mes de agosto se celebra otro de los festivales musicales internacionales de la ciudad La Grapa Black Music Festival, de música de origen afroamericano (soul, funky, r&b, afrobeat, etc.) Durante un fin de semana de conciertos al aire libre con artistas y bandas nacionales e internacionales. El Festival Folklórico Internacional y el festival Las Músicas se han convertido en otros dos encuentros fundamentales de este mes.

En este mes son las Fiestas de San Agustín (28 de agosto) cuando toda la ciudad bulle de actividad para festejar a su patrón. Durante la semana del 21 al 27 de agosto se establece el Festival de la Cerveza, donde se puede disfrutar de prácticamente cualquier tipo de esta bebida y acompañarla de un suculento bocadillo.
- Septiembre: el día 8 en el barrio de Versalles, celebra sus fiestas la Virgen de Covadonga, que es a su vez la patrona de Asturias.

Además de esto Avilés cuenta con las jornadas del Cómic Villa de Avilés, que se celebran a principios de septiembre y que cuentan con varias actividades y exposiciones.

#### Festivales
La ciudad se ha convertido en los últimos años en un núcleo cultural donde el cine, la música, la literatura y la cultura tradicional han cobrado fuerza a través de una serie de festivales, más de una decena, entre los que cabe destacar:
- Festival Rock in Town
- Avilés Acción Film Festival
- Festival de Cine LGBTIQ - Asturias
- Festival Sol Celta
- Festival Intercéltico de Avilés
- Festival Celsius 232
- La Grapa Black Music Festival
- IndieGo Alley Festival
- Festival Folklórico Internacional
- Festival Las Músicas
- Festival de la Cerveza

## Demografía
Avilés cuenta con una población de 75 351 habitantes (INE 2024).
| Gráfica de evolución demográfica de Avilés entre 1842 y 2021                                                        |
| |
| Población de derecho según los censos de población del INE Población de hecho según los censos de población del INE |

Los datos de la pirámide de población de 2022 se pueden resumir así:
- La población menor de 20 años es el 14,53 % del total.
- La comprendida entre 20-40 años es el 18,04 %.
- La comprendida entre 40-60 años es el 32,12 %.
- La mayor de 60 años es el 35,3 %.

Estas dos palabras suelen ir unidas y en el caso del concejo de Avilés también. En un primer momento su economía se basa en los sectores tradicionales, los agrarios y artesanales.
Su proceso industrial despega de un modo lento en el siglo XIX en la que hay que destacar La Real Compañía Asturiana de Minas con capital belga que fue ampliando su influencia, pasando por el sector metalúrgico y químico, destacando del mismo modo su puerto, y la construcción de la dársena de San Juan de Nieva, exigencia de los nuevos buques de vapor. Aparece el Ferrocarril del Norte que llega en 1890 y esto acelera su industrialización, surgen fábricas de vidrio, tejidos, curtidoras. En 1890 se cuenta con teléfono y ya hay correo diario, se construye el nuevo puente de San Sebastián con material de hierro para derribar el de los Pilares con el fin de encauzar la ría y el puerto local.

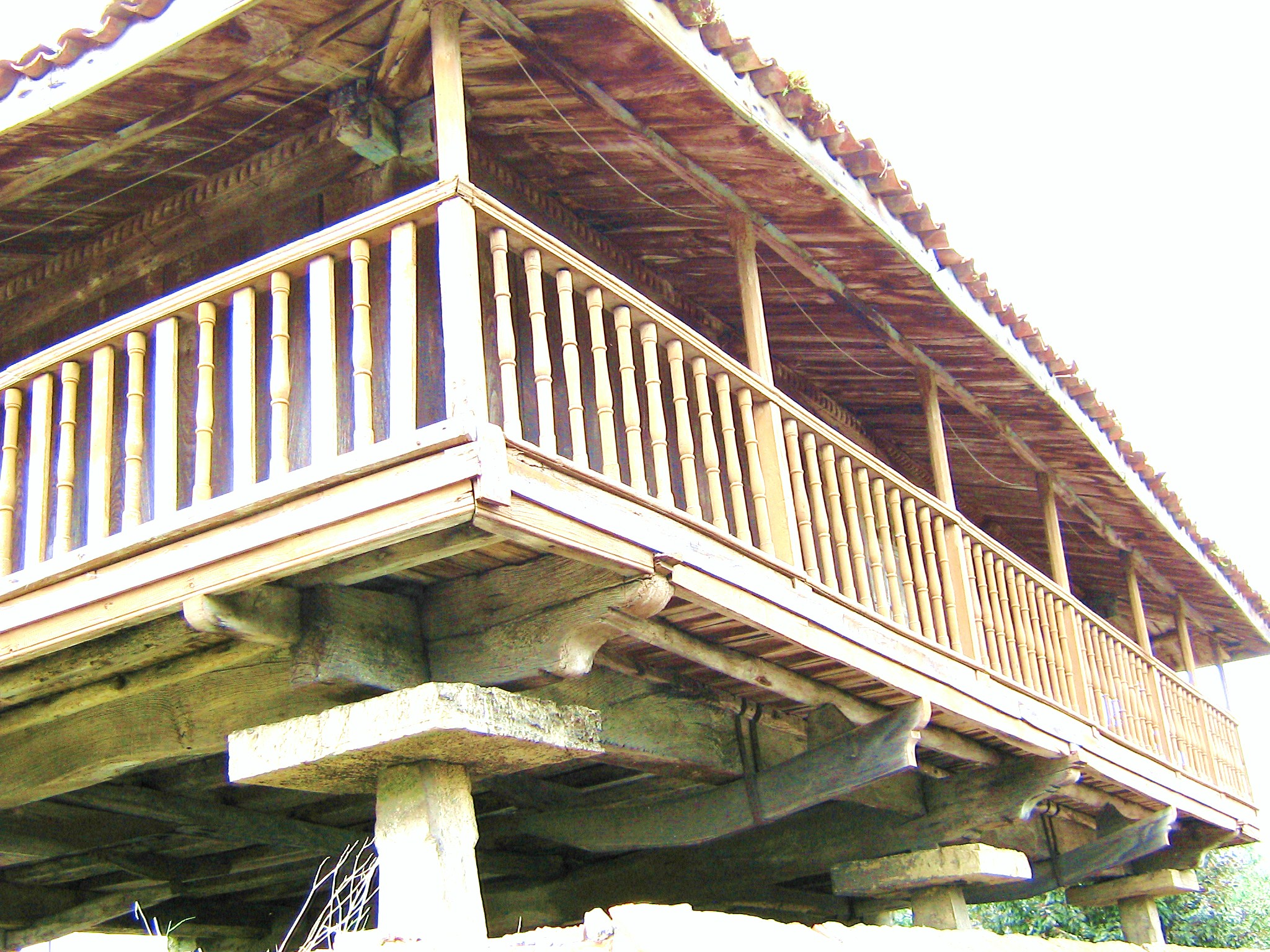
Hórreo tradicional en la comarca

En este siglo XIX, se realizan muchas otras obras como la Cámara de Comercio, el Asilo de Ancianos, los primeros Juegos Florales, la Escuela de Artes y Oficios y muchas otras que configurarán el Avilés del siglo XX.

En este siglo, la villa logra su engrandecimiento cultural y económico. Su entorno es ocupado por las naves de factorías, viviendas para las familias obreras que acuden a trabajar en las minas y en las industrias, exigiéndose una nueva infraestructura, en la que hubo mucho de improvisación, pero que se va superando con nuevas calles, alcantarillado y agua a través del canal del Narcea. También se instalan nuevas industrias de metalúrgica y del vidrio, de las que ya gozaba de cierta tradición en el siglo pasado.

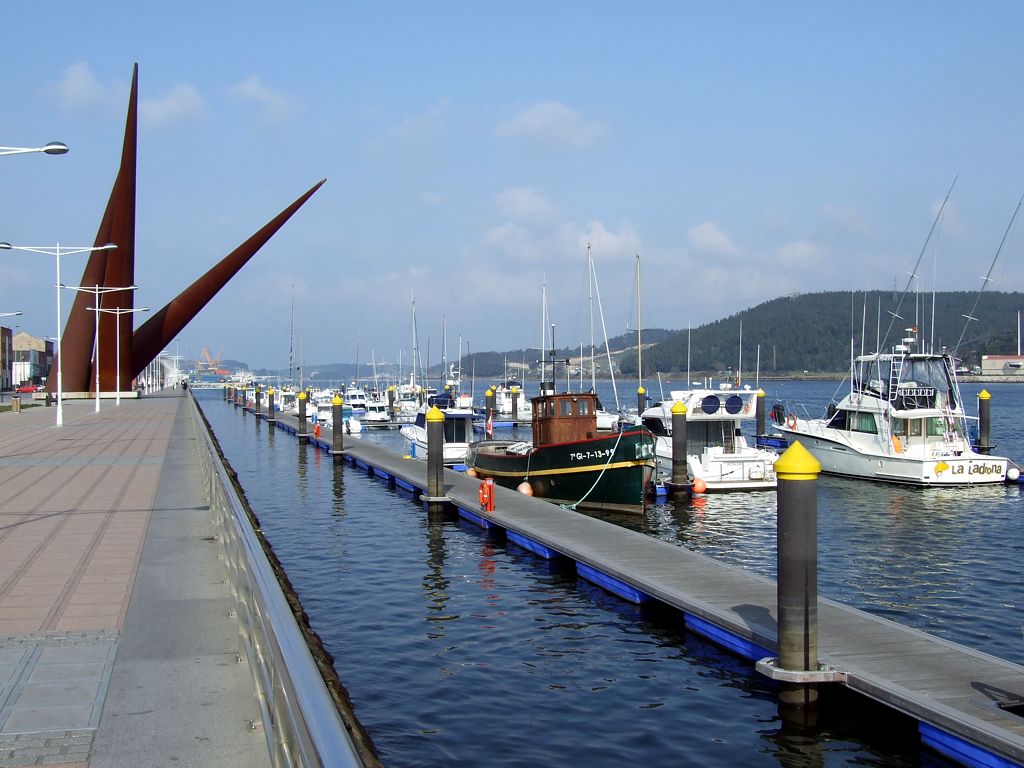
Puerto deportivo de Avilés

El tráfico portuario adquiere nuevo ritmo, ya que pasa de puerto carbonero a mineralero y de productos acabados, procedentes de la industria de la zona. En todo hay que destacar el cambio social que también se produjo. Variando su emigración a las Américas, por colapso, a partir de los años cincuenta, por la llegada en masa de personas emigrantes venidas de toda España, que hace que la tendencia que había tenido Avilés durante años cambiara, multiplicando y rejuveneciendo su población. Este fenómeno es uno de los más destacables en toda la historia contemporánea de Avilés, ya que su consecuencia fue un proceso de industrialización y explosión demográfica salvaje, que trajo unas secuelas de difícil evaluación todavía hoy en día.
Todo este gentío venía al concejo buscando la promesa de una vida más fácil y un enriquecimiento que ayudara a toda la gente a salir de una España castigada por la posguerra, circunstancia ésta que pagó muy cara la ciudad de Avilés, ya que se produjo un déficit de viviendas, inexistencia de infraestructuras de saneamiento en los nuevos barrios obreros, que se dispersan por toda la ciudad y lo más destacable, una contaminación que rompía todas las reglas de la salud. Si podemos encontrar, de todas maneras, una parte positiva en todo esto y es que se situó con una segunda generación que llega a ser la de mayor densidad de población juvenil de toda Europa.

## Administración y política

### Gobierno municipal
| Periodo   | Nombre                              | Partido | Partido                                    |
| --------- | ----------------------------------- | ------- | ------------------------------------------ |
| 1979-1988 | Manuel Ponga Santamarta             |         | Federación Socialista Asturiana (FSA-PSOE) |
| 1988-1995 | Santiago Jesús Rodríguez Vega       |         | Federación Socialista Asturiana (FSA-PSOE) |
| 1995-1999 | Agustín González Sánchez            |         | Partido Popular (PP)                       |
| 1999-2007 | Santiago Jesús Rodríguez Vega       |         | Federación Socialista Asturiana (FSA-PSOE) |
| 2007-2015 | Pilar Varela Díaz                   |         | Federación Socialista Asturiana (FSA-PSOE) |
| 2015-act. | María Virtudes Monteserín Rodríguez |         | Federación Socialista Asturiana (FSA-PSOE) |

| Partido político                                 | 2023              | 2023              | 2023              | 2019              | 2019              | 2019              | 2015  | 2015   | 2015       | 2011  | 2011   | 2011       | 2007  | 2007   | 2007       |
| Partido político                                 | %                 | Votos             | Concejales        | %                 | Votos             | Concejales        | %     | Votos  | Concejales | %     | Votos  | Concejales | %     | Votos  | Concejales |
| Federación Socialista Asturiana (FSA-PSOE)       | 33,05             | 12 488            | 9                 | 26,43             | 13 949            | 10                | 26,70 | 10 901 | 8          | 33,84 | 14 864 | 10         | 40,82 | 17 587 | 11         |
| Partido Popular (PP)                             | 30,56             | 11 545            | 9                 | 14,68             | 5621              | 4                 | 21,87 | 8931   | 6          | 20,95 | 9201   | 6          | 20,82 | 13 280 | 8          |
| Cambia Avilés-Somos Avilés                       | 13,12             | 4958              | 4                 | 19,87             | 7608              | 5                 | 16,74 | 6835   | 5          | —     | —      | —          | —     | —      | —          |
| Vox                                              | 12,47             | 4713              | 3                 | 7,46              | 2858              | 2                 | —     | —      | —          | —     | —      | —          | —     | —      | —          |
| Ciudadanos (CS)                                  | 1,50              | 568               | 0                 | 13,38             | 5123              | 4                 | 7,71  | 3147   | 2          | —     | —      | —          | —     | —      | —          |
| Foro Asturias (FAC)                              | 1,13              | 427               | 0                 | 1,70              | 651               | 0                 | 4,88  | 1993   | 0          | 21,40 | 9398   | 6          | —     | —      | —          |
| Izquierda Unida (IU)                             | Con Cambia Avilés | Con Cambia Avilés | Con Cambia Avilés | Con Cambia Avilés | Con Cambia Avilés | Con Cambia Avilés | 13,18 | 5383   | 3          | 11,89 | 5222   | 3          | 9,38  | 4042   | 2          |
| Ganemos                                          | —                 | —                 | —                 | 2,86              | 1098              | 0                 | 5,42  | 2215   | 1          | —     | —      | —          | —     | —      | —          |
| Agrupación Social Independiente de Avilés (ASIA) | —                 | —                 | —                 | —                 | —                 | —                 | —     | —      | —          | 3,09  | 1358   | 0          | 13,70 | 5904   | 4          |

### Organización territorial
Según el nomenclátor de 2014, el concejo comprende seis parroquias, nombres oficiales entre paréntesis:
- Avilés
- Corros (La Madalena de Corros)
- San Cristóbal de Entreviñas (San Cristoba)
- Laviana (San Xuan de Nieva)
- Miranda
- Navarro (Valliniello)

## Deporte

### Real Avilés Industrial C. F.
Extraído de Real Avilés Industrial C. F.
El Real Avilés Industrial Club de Fútbol, S. A. D., más conocido como Real Avilés, es el principal club de fútbol de la ciudad. Fue fundado en 1903, es el club de fútbol más antiguo de Asturias, y el séptimo de España. En la actualidad compite en la Primera federación. El club ejerce de local en el estadio Román Suárez Puerta, que dispone de aproximadamente 5400 localidades de asiento, inaugurado el 26 de septiembre de 1943 y posteriormente remodelado en 1999.

### Asociación Atlética Avilesina
Extraído de Asociación Atlética Avilesina
La Asociación Atlética Avilesina (A.A.A.), es una sociedad polideportiva sin ánimo de lucro, con fines deportivos. Cuenta con 4 secciones deportivas: piragüismo, atletismo, baloncesto y balonmano. Es una de las entidades deportivas más antiguas del Principado, y un referente deportivo a nivel nacional. En el año 2007 celebró su 75 aniversario, siendo nombrados presidentes de honor los entonces príncipes de Asturias Felipe de Borbón y Grecia y Letizia Ortiz Rocasolano.

### Belenos Rugby Club
Extraído de Belenos Rugby Club
El Belenos Rugby Club, denominado Pasek Belenos, por motivos de patrocinio, es un club de rugby de la ciudad, en el Principado de Asturias. Actualmente milita en la División de Honor B.

### Club de Mar de Avilés
El Club de Mar de Avilés es un club náutico. Su especialidad deportiva es el remo, al que se sumó el piragüismo en 1964, pero también ha tenido secciones de vela, motonáutica y natación.

### Real Club de Tenis de Avilés
El Real Club de Tenis de Avilés es un club deportivo privado de La Sablera, en la parroquia avilesina de San Cristóbal de Entreviñas.

### Navarro Club de Fútbol
El Navarro Club de Fútbol, actualmente denominado Navarro Club de Fútbol Alusin Solar, por razones de patrocinio, es un club de fútbol de la parroquia de Navarro. Fue fundado en el año 1980, juega en la Primera Asturfútbol de Asturias.

### Agrupación Deportiva La Curtidora
La Agrupación Deportiva La Curtidora es un club de voleibol. Compite en la primera división femenina de voleibol de España.

#### Otros clubes deportivos
- Miranda Club de Fútbol
- Escudería Avilesina (organizador de eventos deportivos del motor)
- Club Natación Avilés
- Club Avilés Tenis de Mesa
- Club de Tenis ENSIDESA-Avilés (club de tenis y pádel)
- Avilés Sport Fútbol Sala
- Agrupación Deportiva Baloncesto Avilés (baloncesto femenino)
- Agrupación Deportiva Triatlón Avilés
- Club Gimnástico Versalles (gimnasia rítmica)
- Club Patín Virgen de La Luz (patinaje artístico)
- Club Deportivo Baloncesto Avilés Sur
- Escuela de Vela y Náutica Puerto Ría de Avilés
- Club Deportivo Quirinal (fútbol)
- Grupo Deportivo Bosco (entidad polideportiva)
- Colegio San Fernando (entidad polideportiva)
- El Forcón (club hípico y de pádel)
- Artes Marciales Judo Club Avilés
- Llaranes Club de Fútbol
- Club Deportivo Cosa Nuesa (baloncesto en silla de ruedas)
- Club Natación Sincronizada Pedro Menéndez
- Club de Fútbol Versalles
- Club Óscar Fernández Judo y Lucha
- Club Karate Avilés
- Sociedad Deportiva Rayo Villalegre (fútbol)
- Club Aquatico Avilés Solras (natación)
- Avilés Stadium Club de Fútbol
- Club de Atletismo Villa del Adelantado
- Siderúrgico Llaranes Club de Fútbol

## Ciudades hermanadas
Las ciudades hermanadas con Avilés son:
- San Agustín, Estados Unidos[39]
- Saint-Nazaire, Francia[39]
- El Aaiún, República Árabe Saharaui Democrática[40]
- Cárdenas, Cuba[39]